# Llista de peixos d'Israel

Localització d'Israel a l'Orient Mitjà

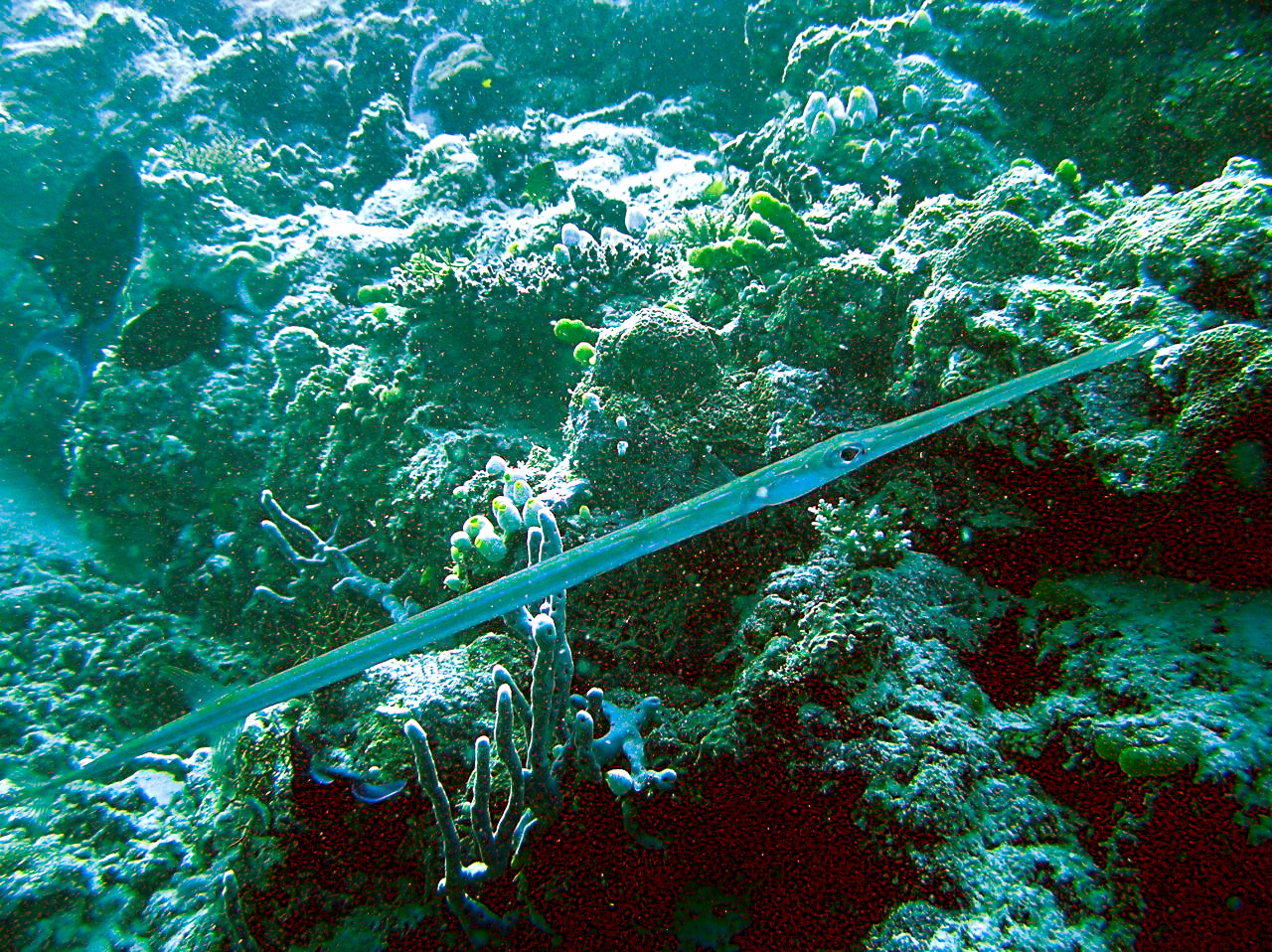
Fistularia commersonii

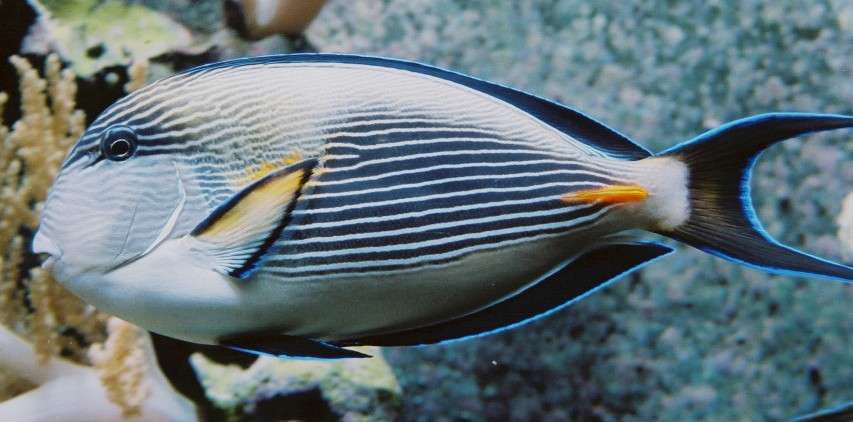
Acanthurus sohal

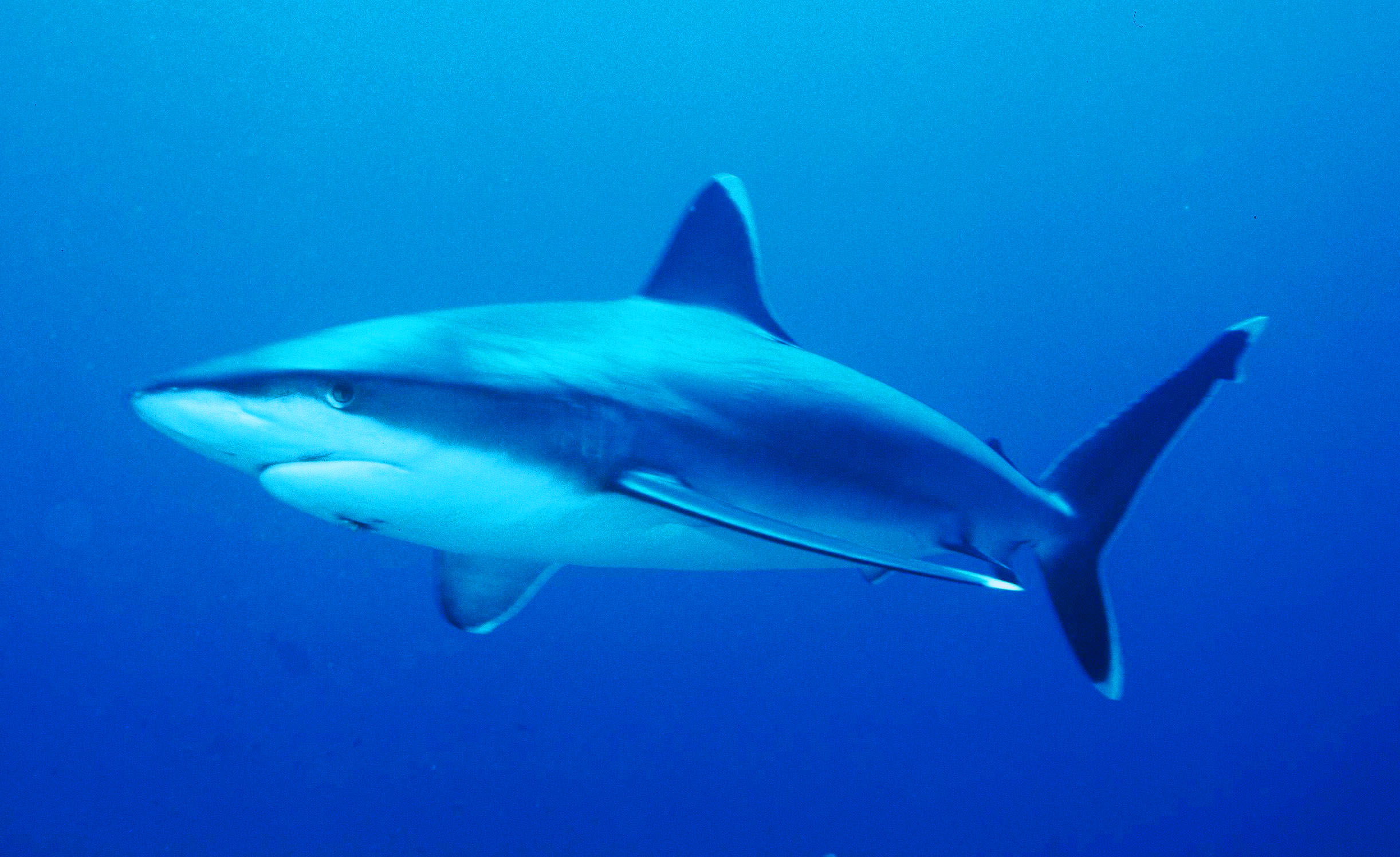
Carcharhinus albimarginatus

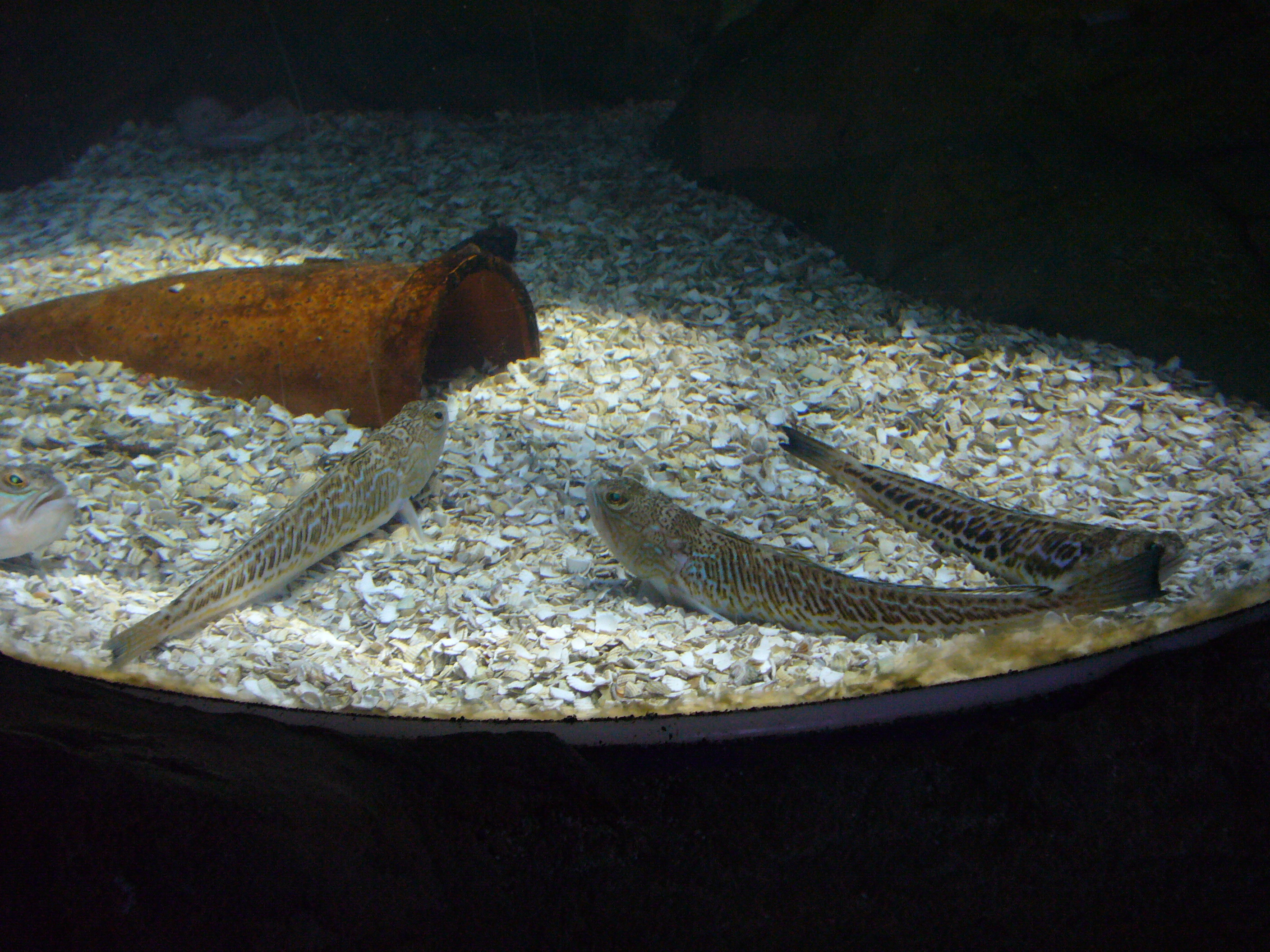
Aranya blanca (Trachinus draco)

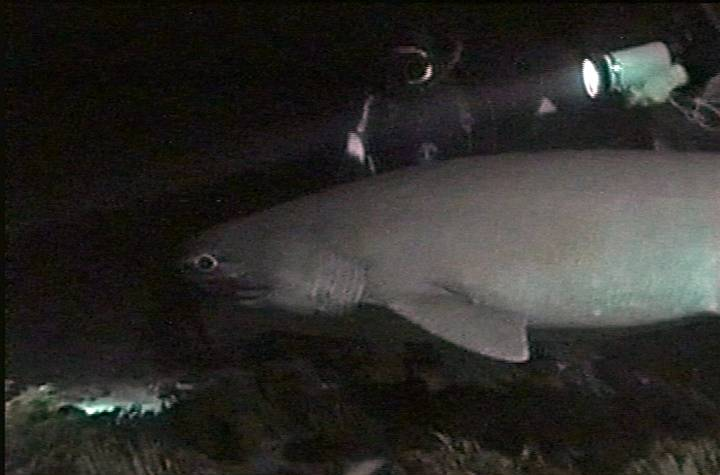
Boca dolça (Hexanchus griseus)

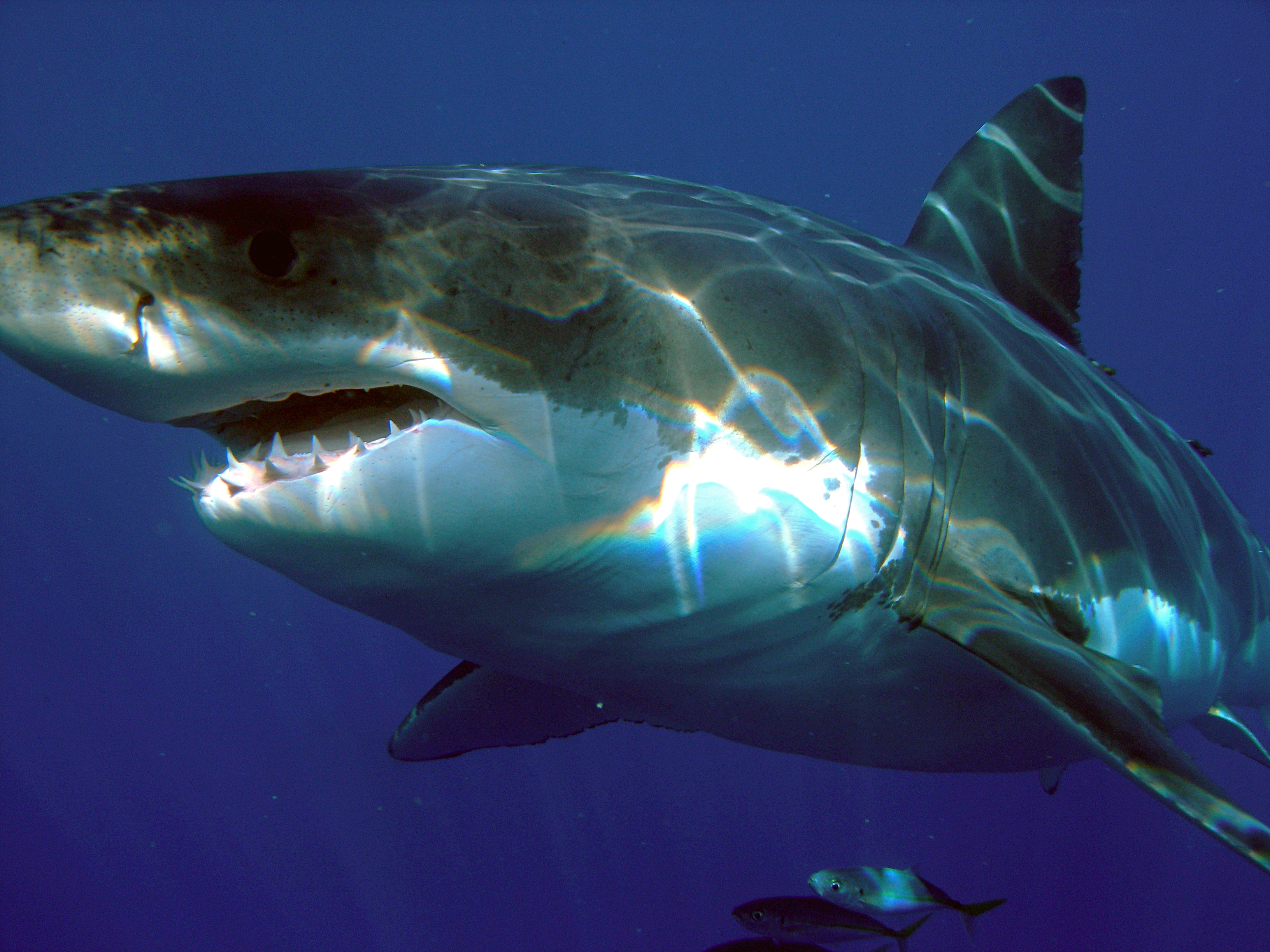
Tauró blanc (Carcharodon carcharias)

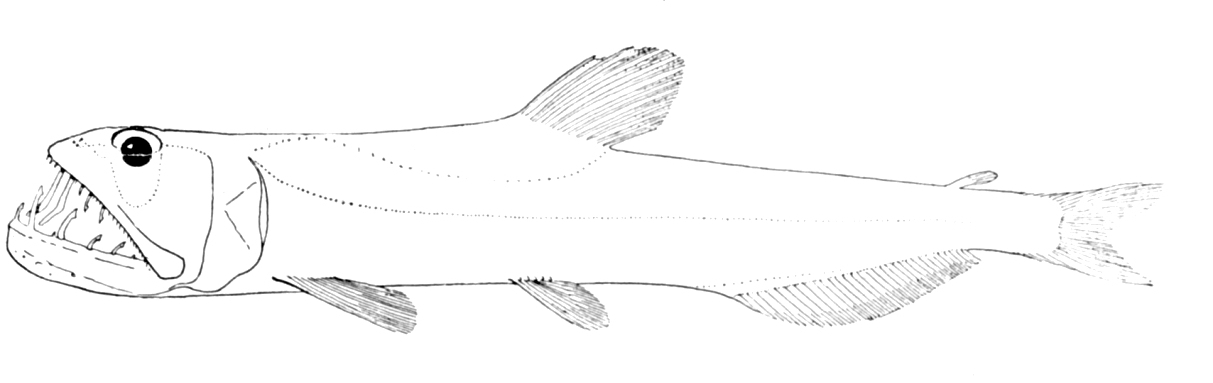
Evermannella balbo

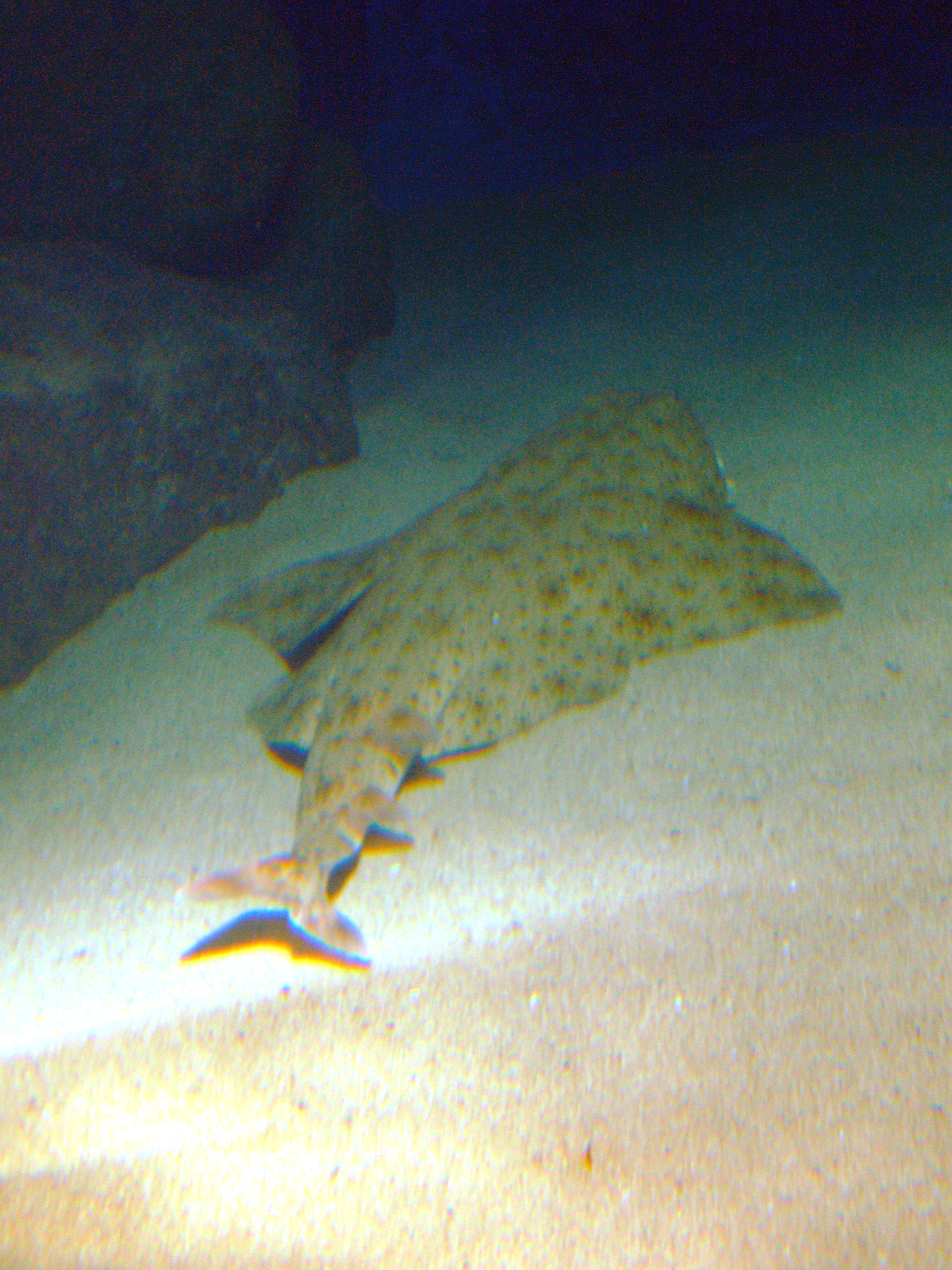
Escat (Squatina squatina)

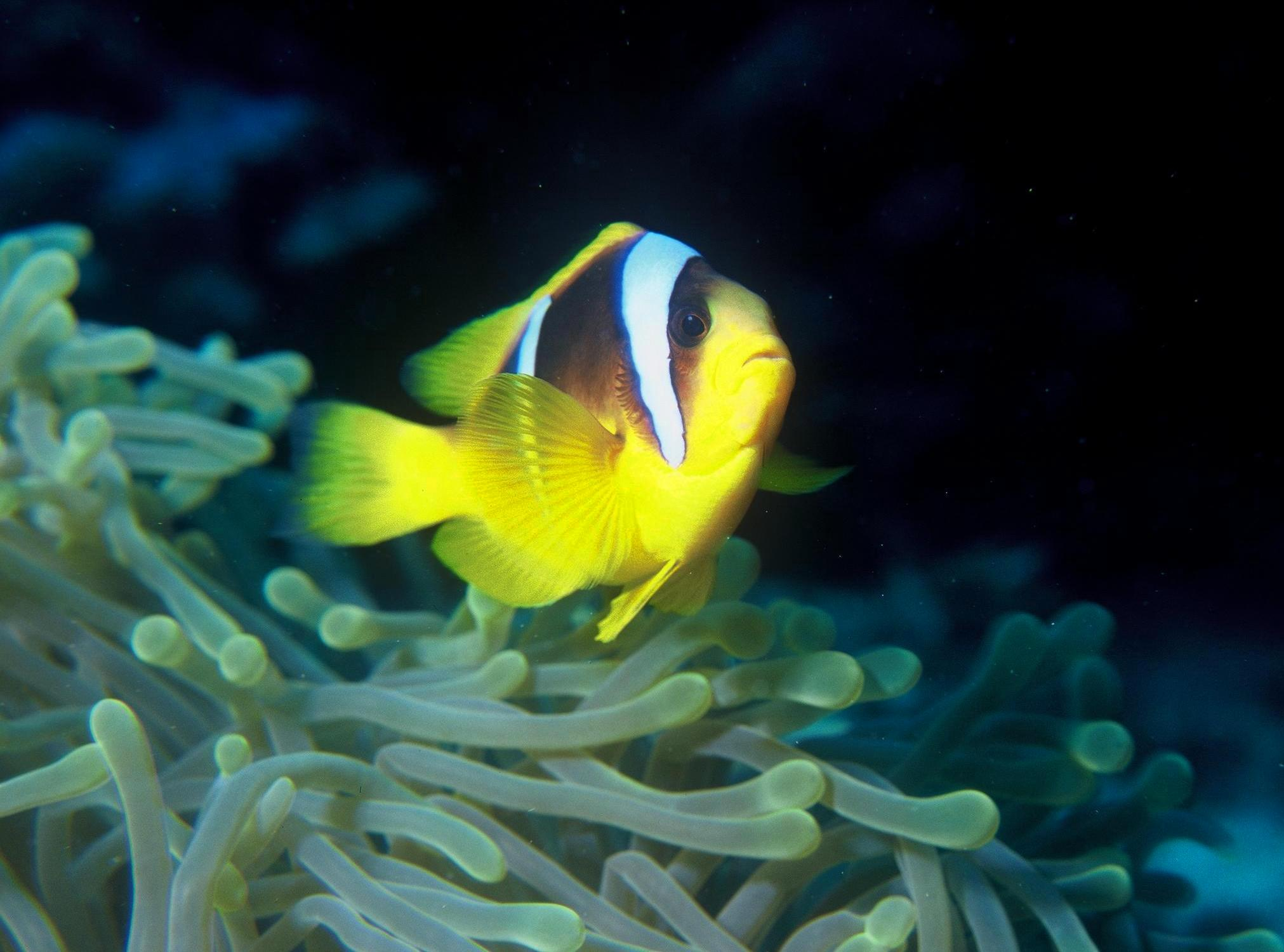
Amphiprion bicinctus

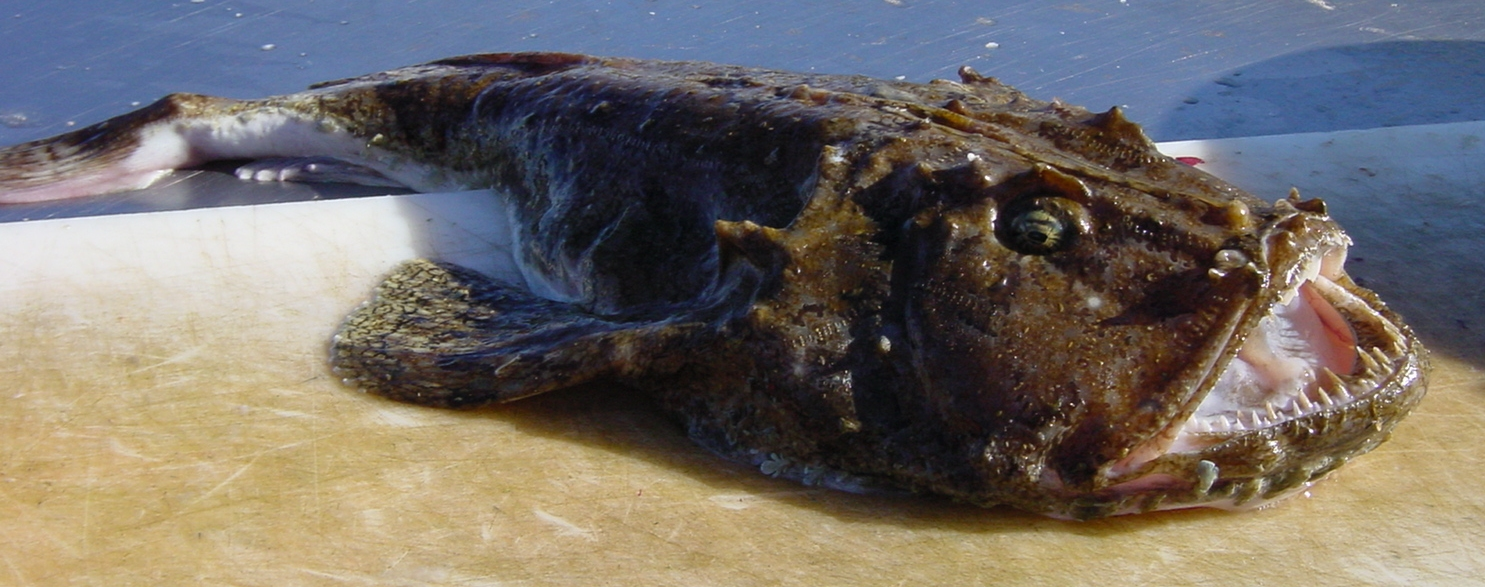
Rap (Lophius piscatorius)

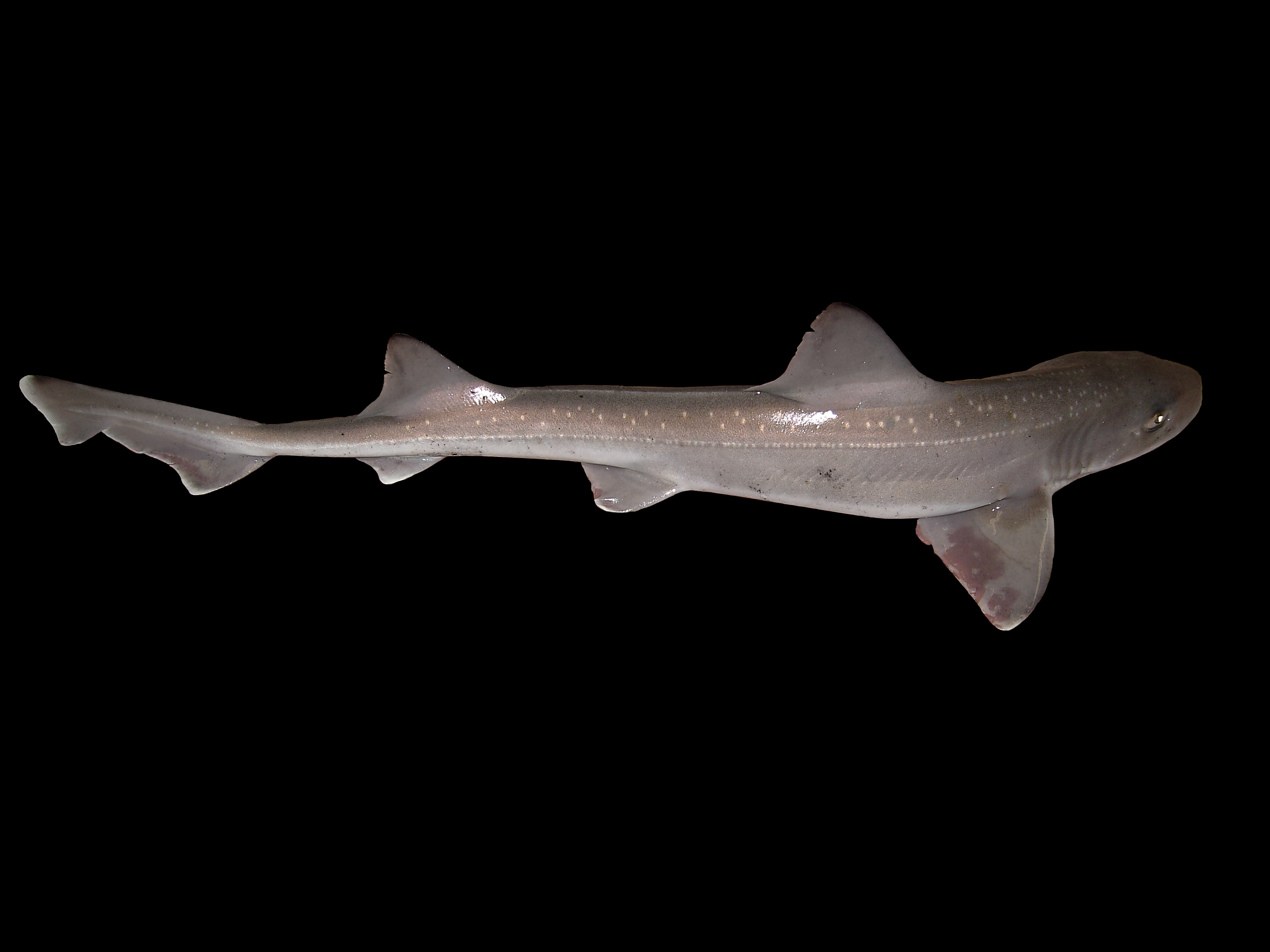
Mussola (Mustelus mustelus)

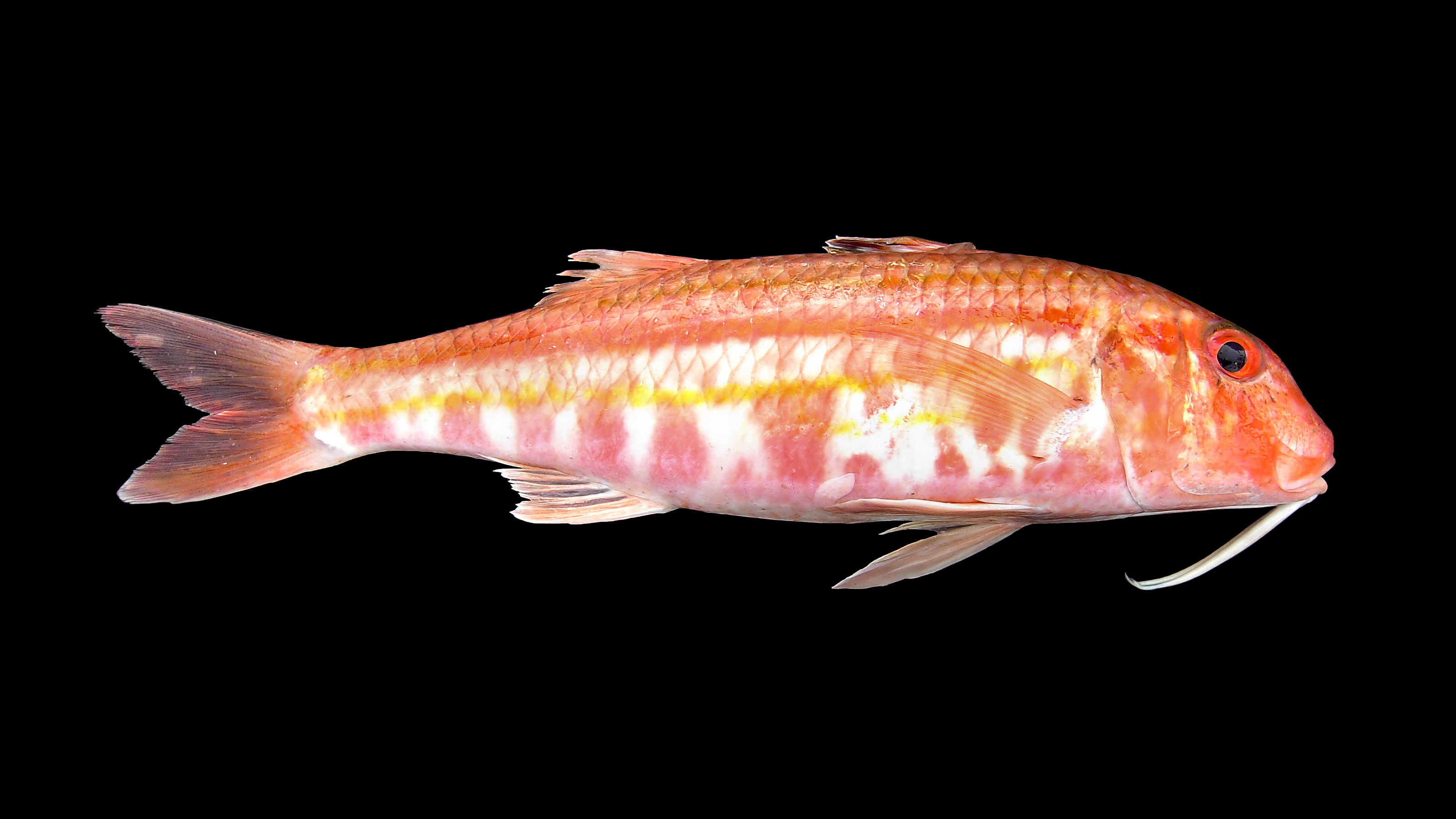
Moll de fang (Mullus barbatus)

Serviola (Seriola dumerili)

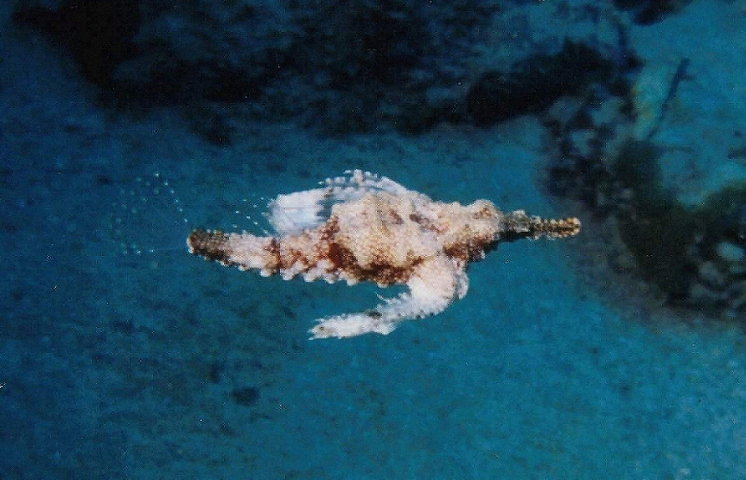
Eurypegasus draconis

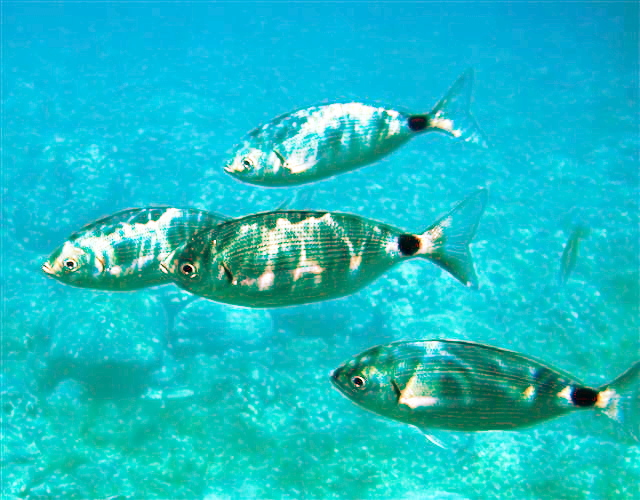
Oblada (Oblada melanura)

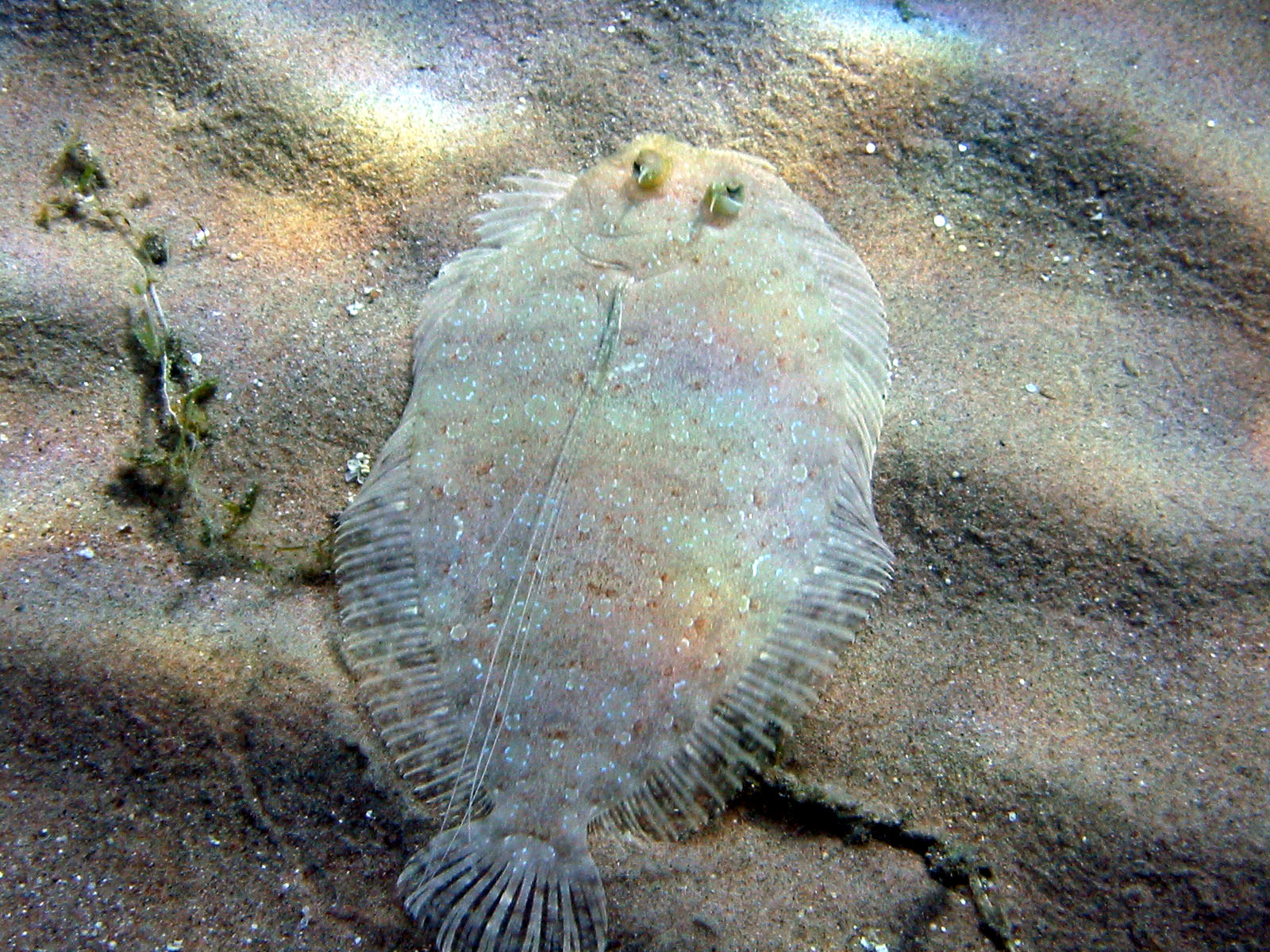
Bòtid lleopard (Bothus pantherinus)

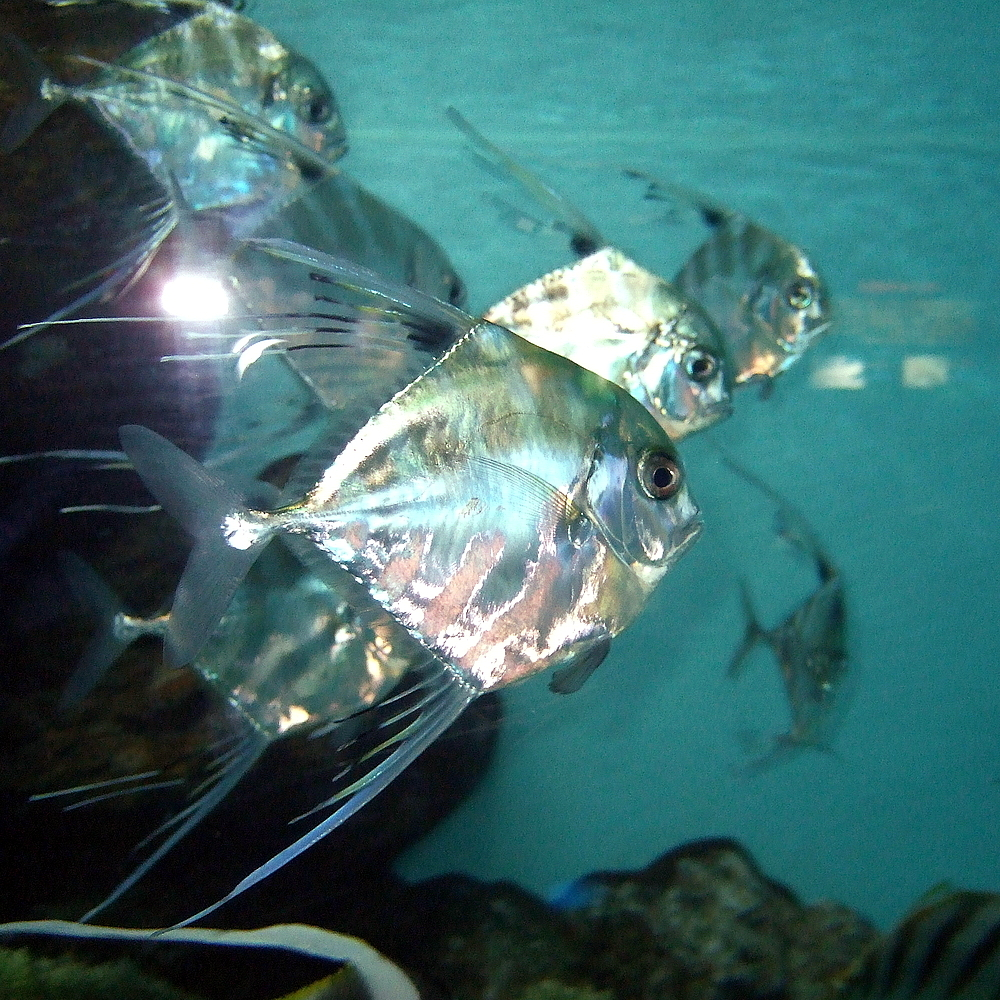
Alectis ciliaris

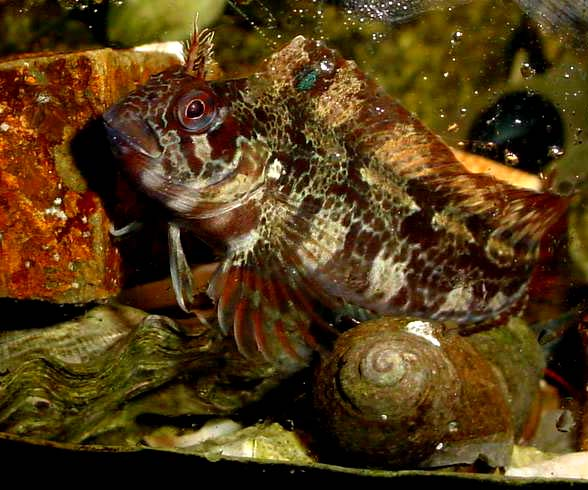
Papagall (Blennius ocellaris)

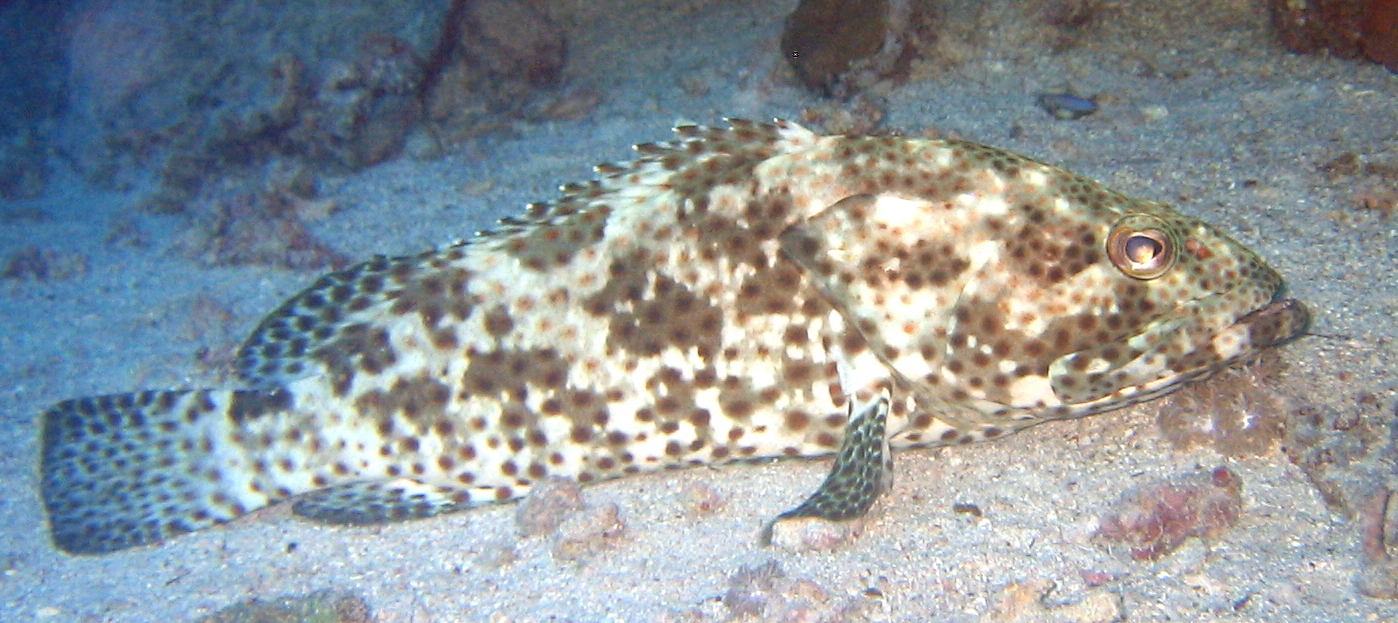
Epinephelus polyphekadion

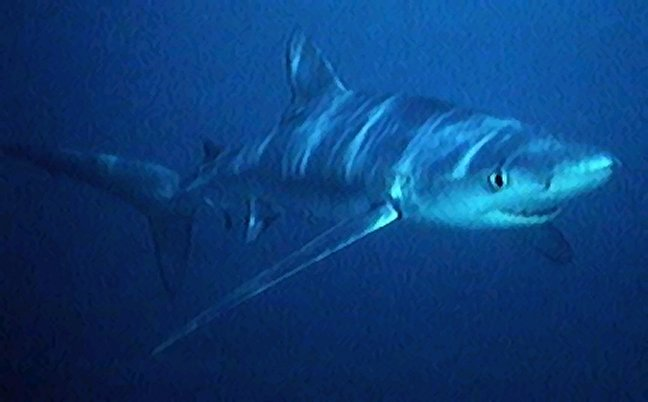
Tintorera (Prionace glauca)

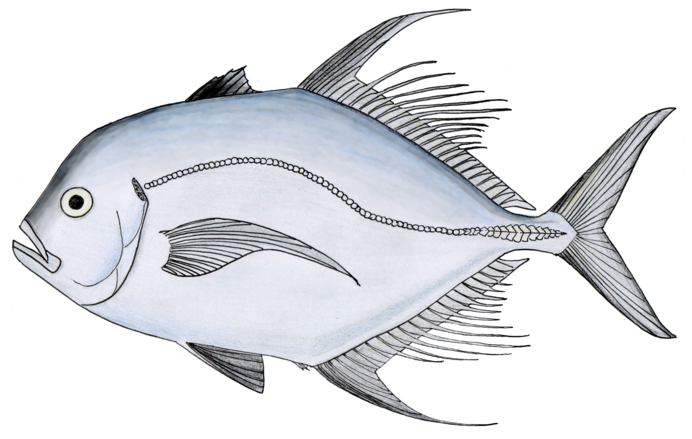
Carangoides armatus

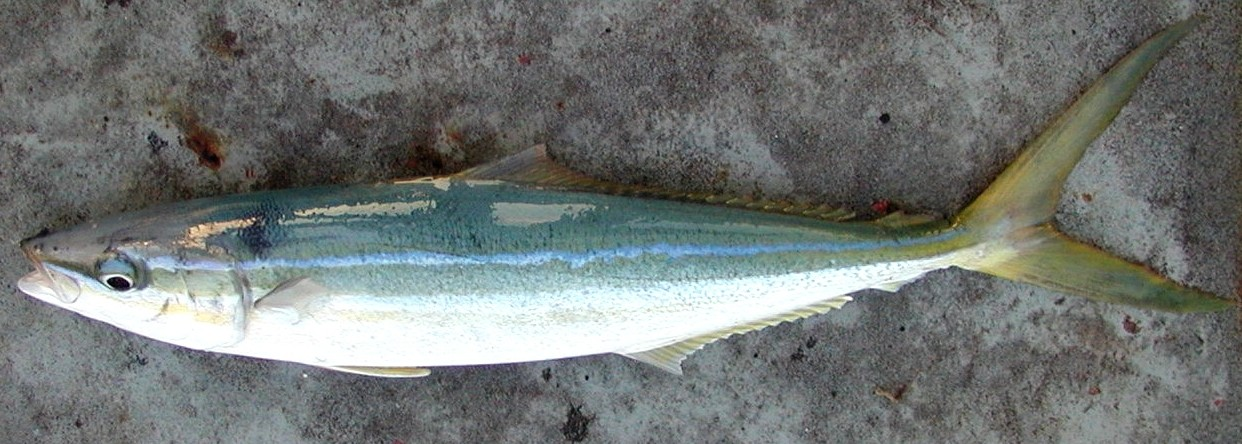
Caràngid irisat (Elagatis bipinnulata)

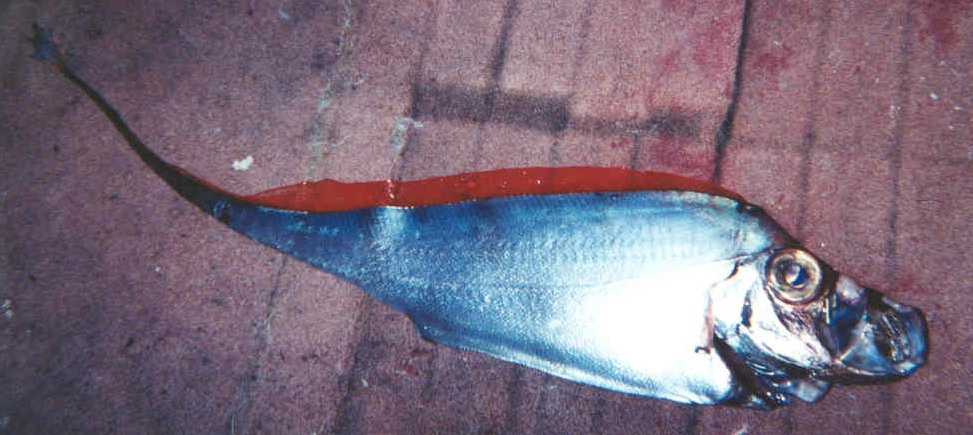
Cardenal (Zu cristatus)

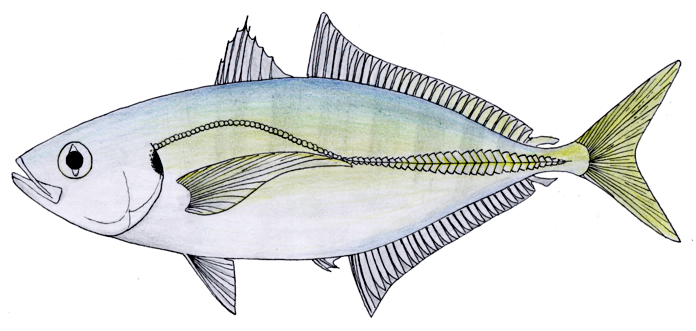
Atule mate

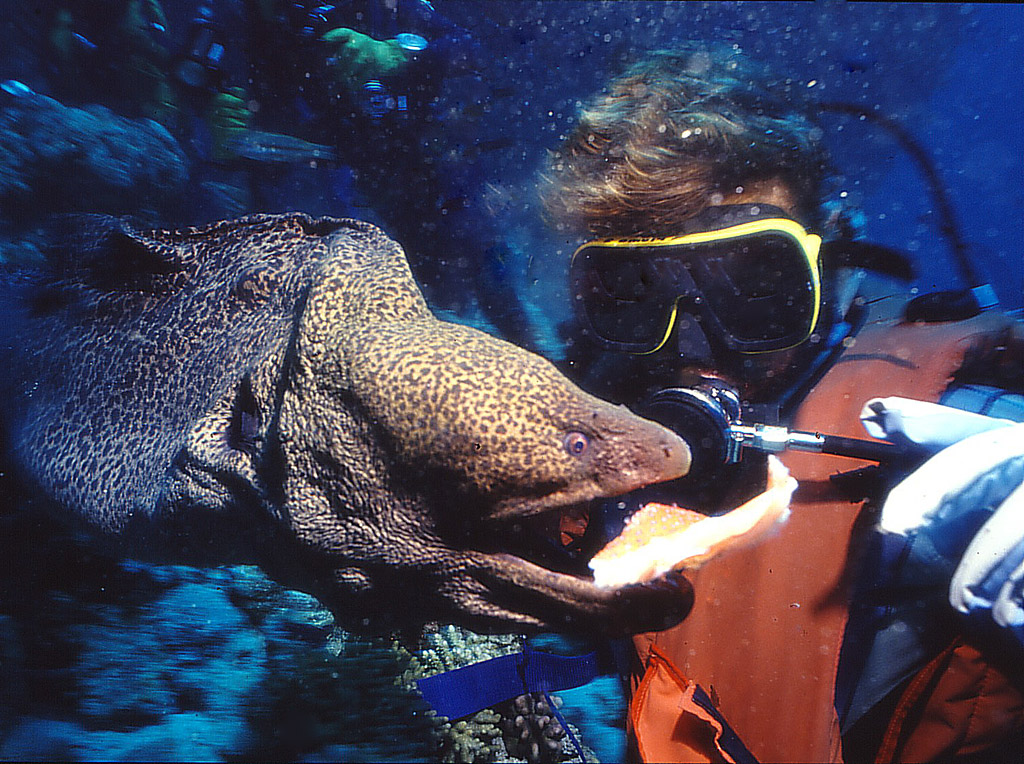
Morena (Muraena helena)

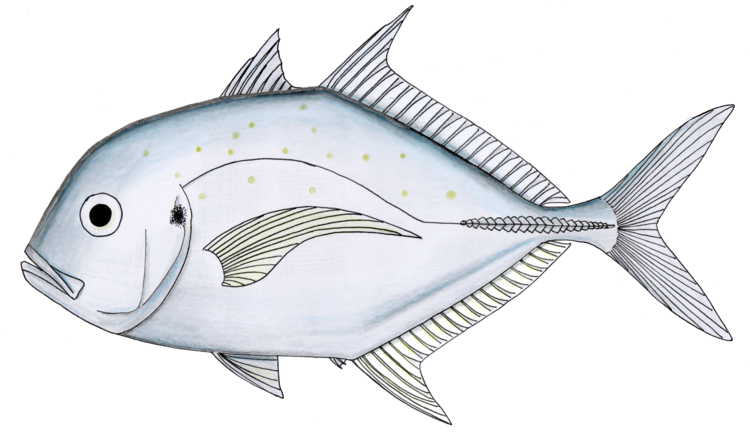
Carangoides coeruleopinnatus

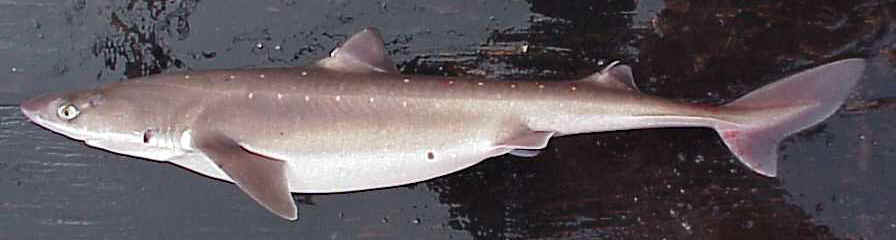
Quissona (Squalus acanthias)

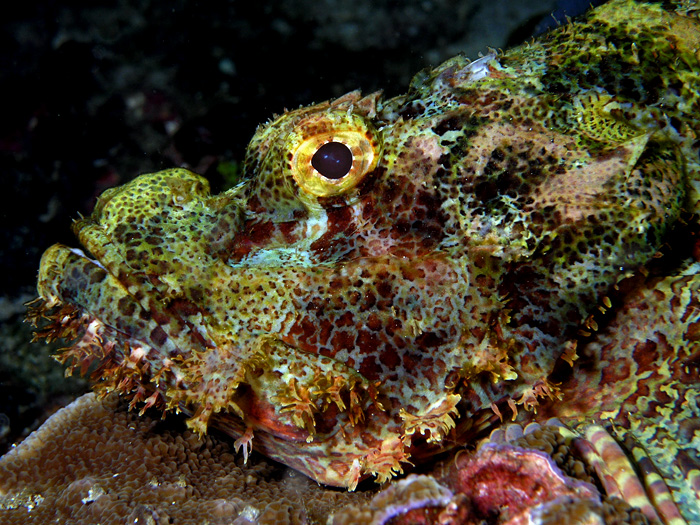
Scorpaenopsis oxycephala

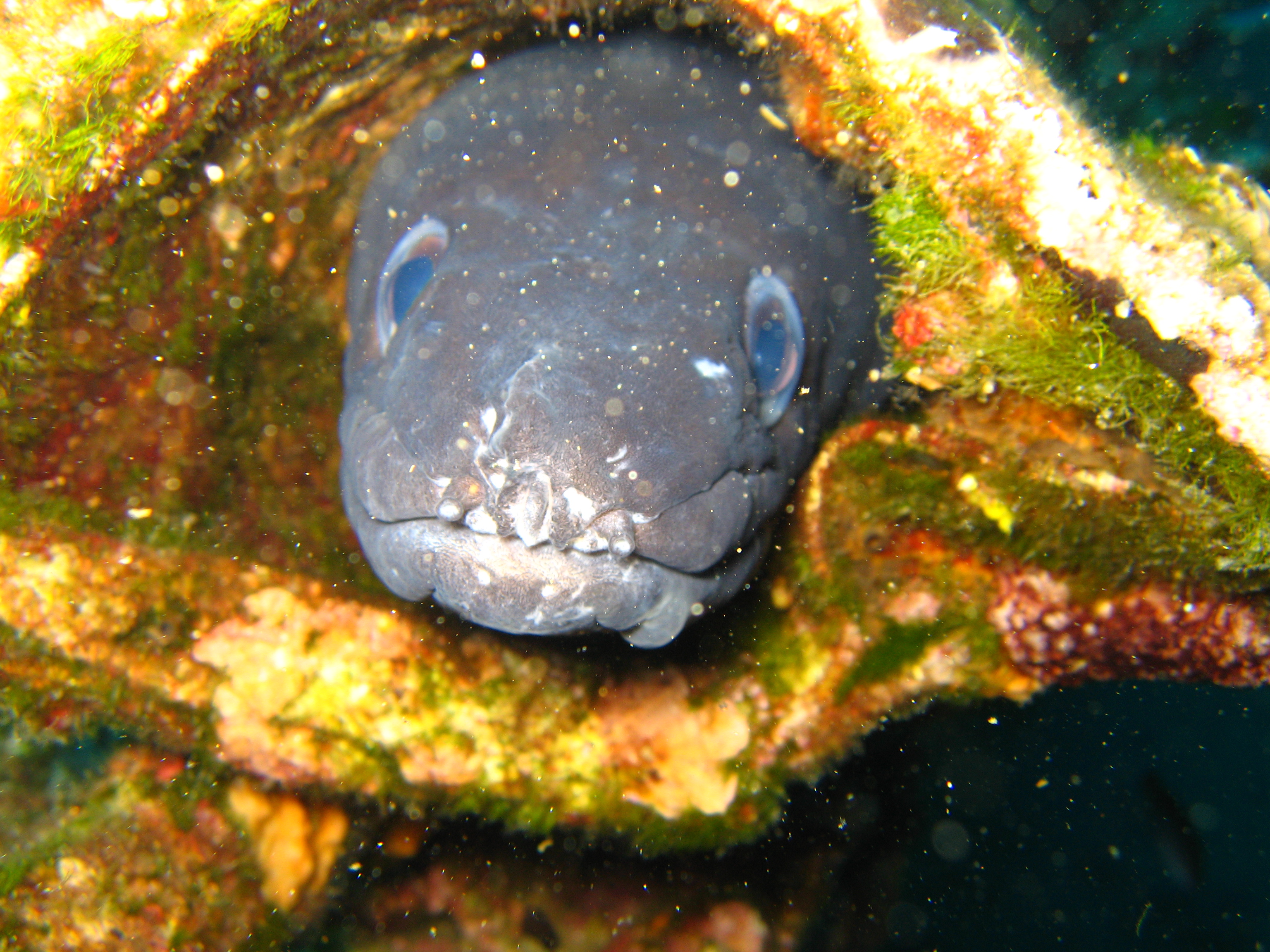
Congre (Conger conger)

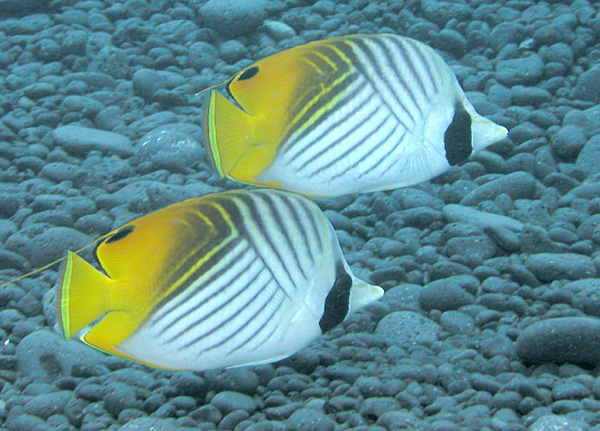
Peix papallona cotxer (Chaetodon auriga)

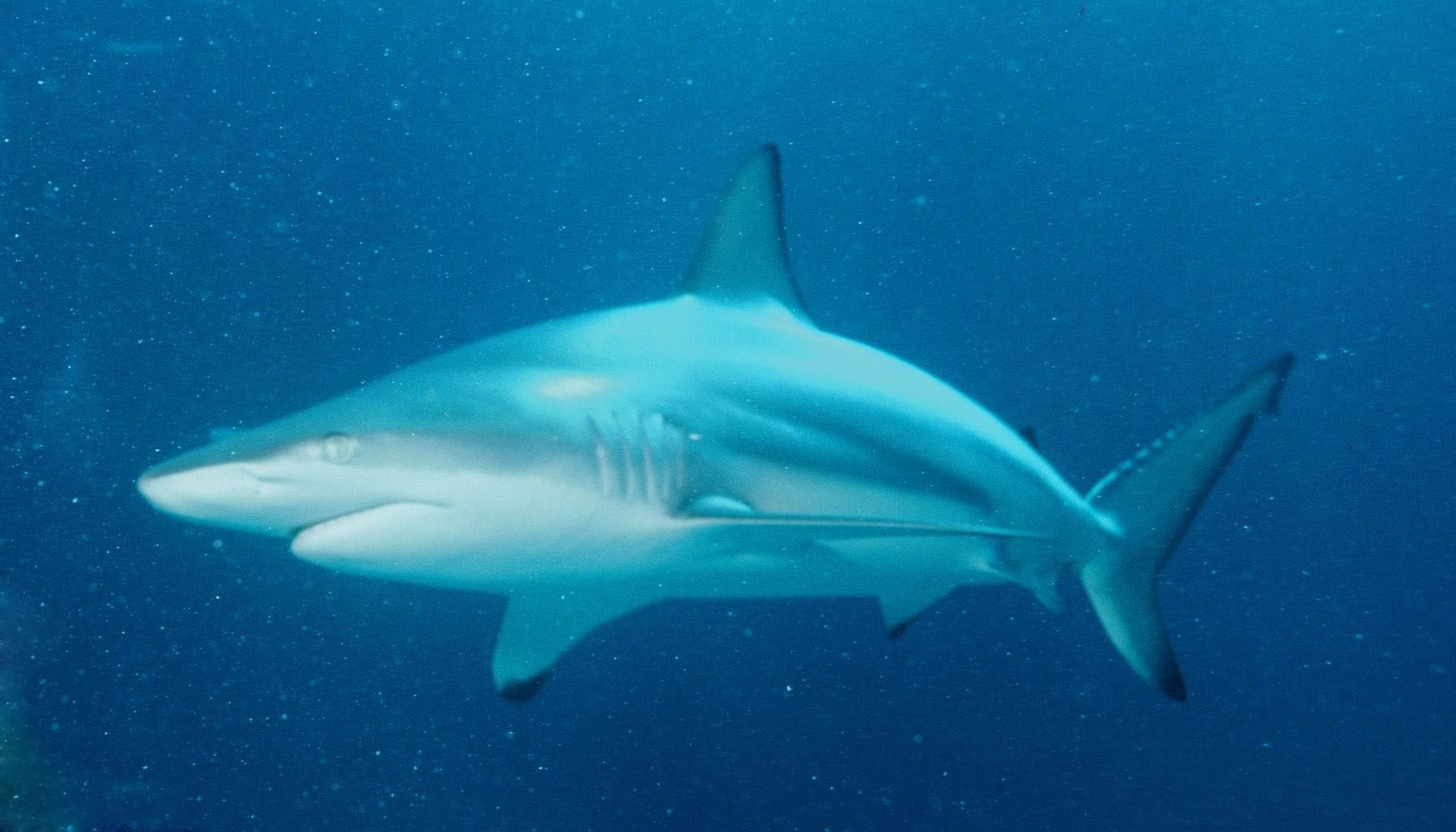
Tauró de puntes negres (Carcharhinus limbatus)

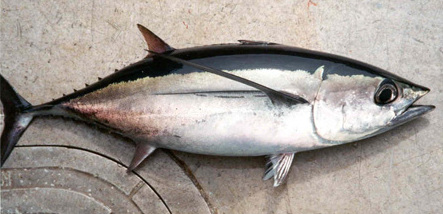
Bacora (Thunnus alalunga)

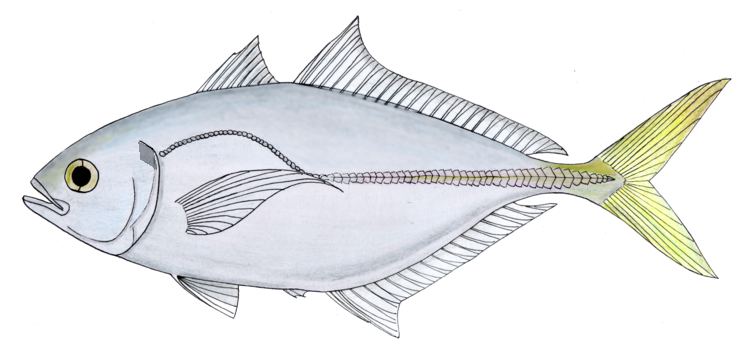
Alepes djedaba

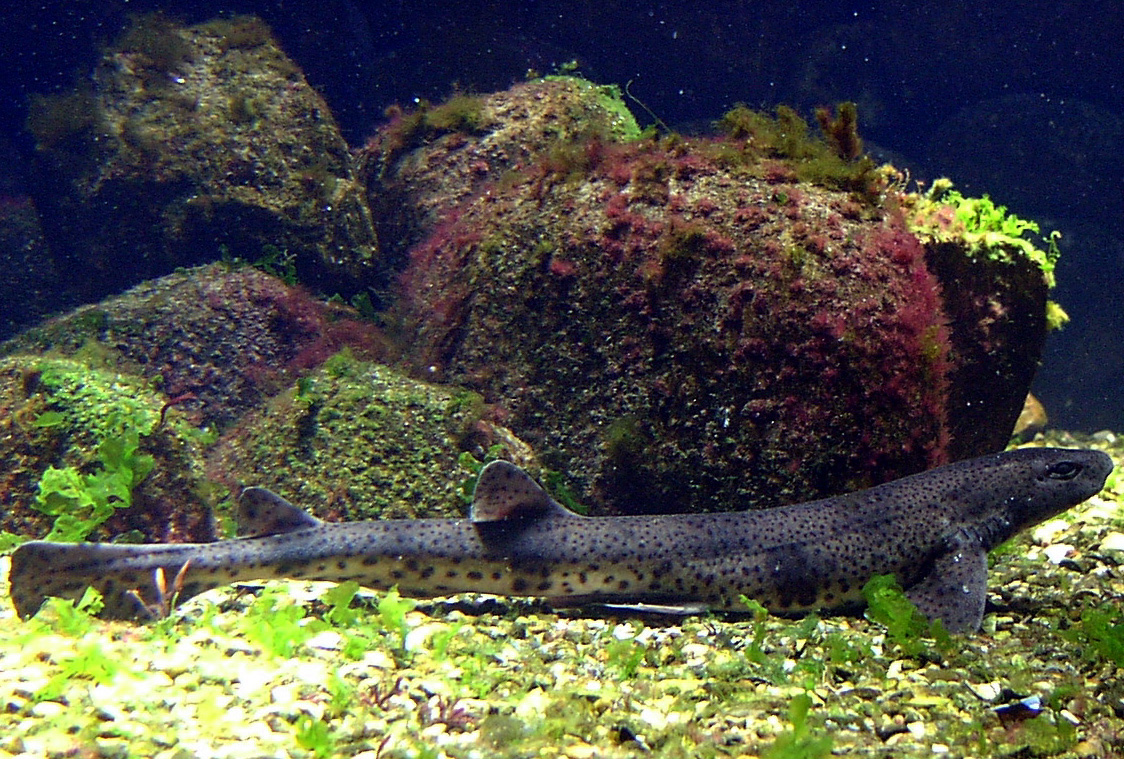
Gató (Scyliorhinus canicula)

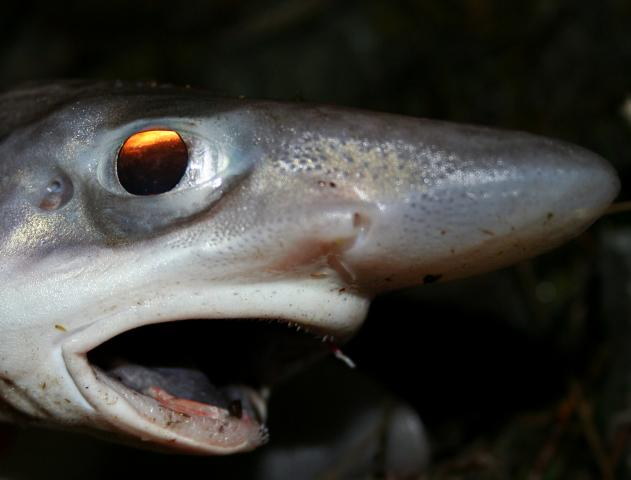
Moixina (Galeus melastomus)

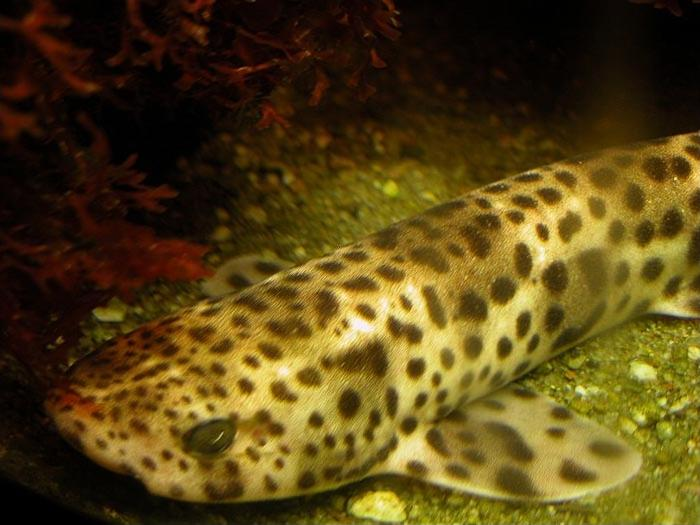
Gatvaire (Scyliorhinus stellaris)

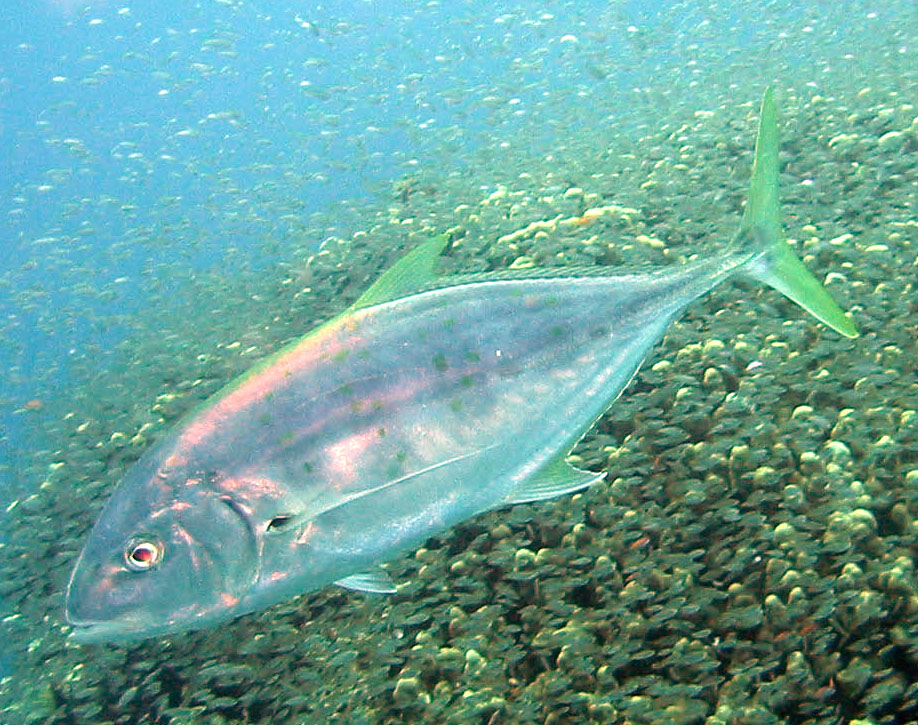
Carangoides bajad

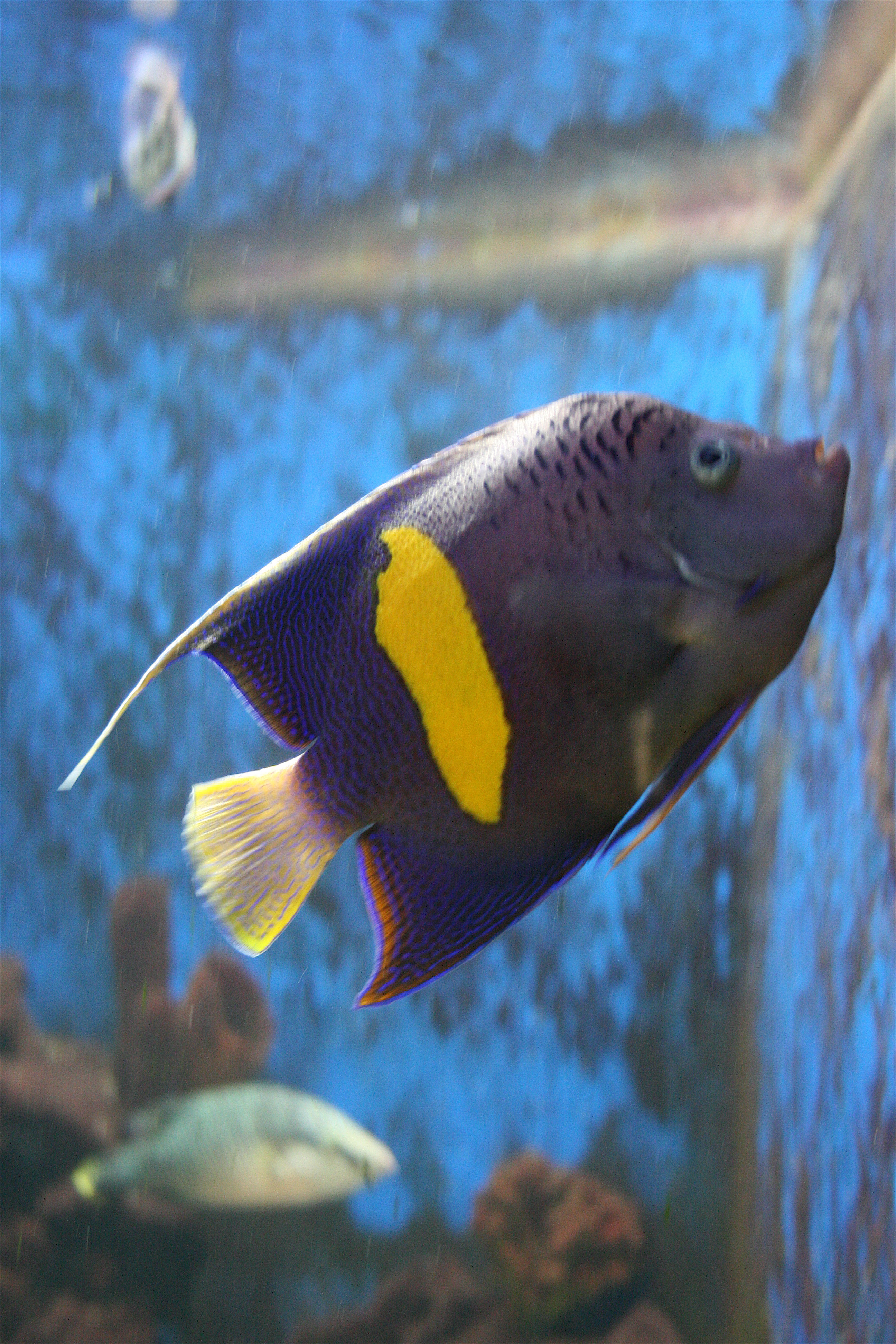
Pomacanthus asfur

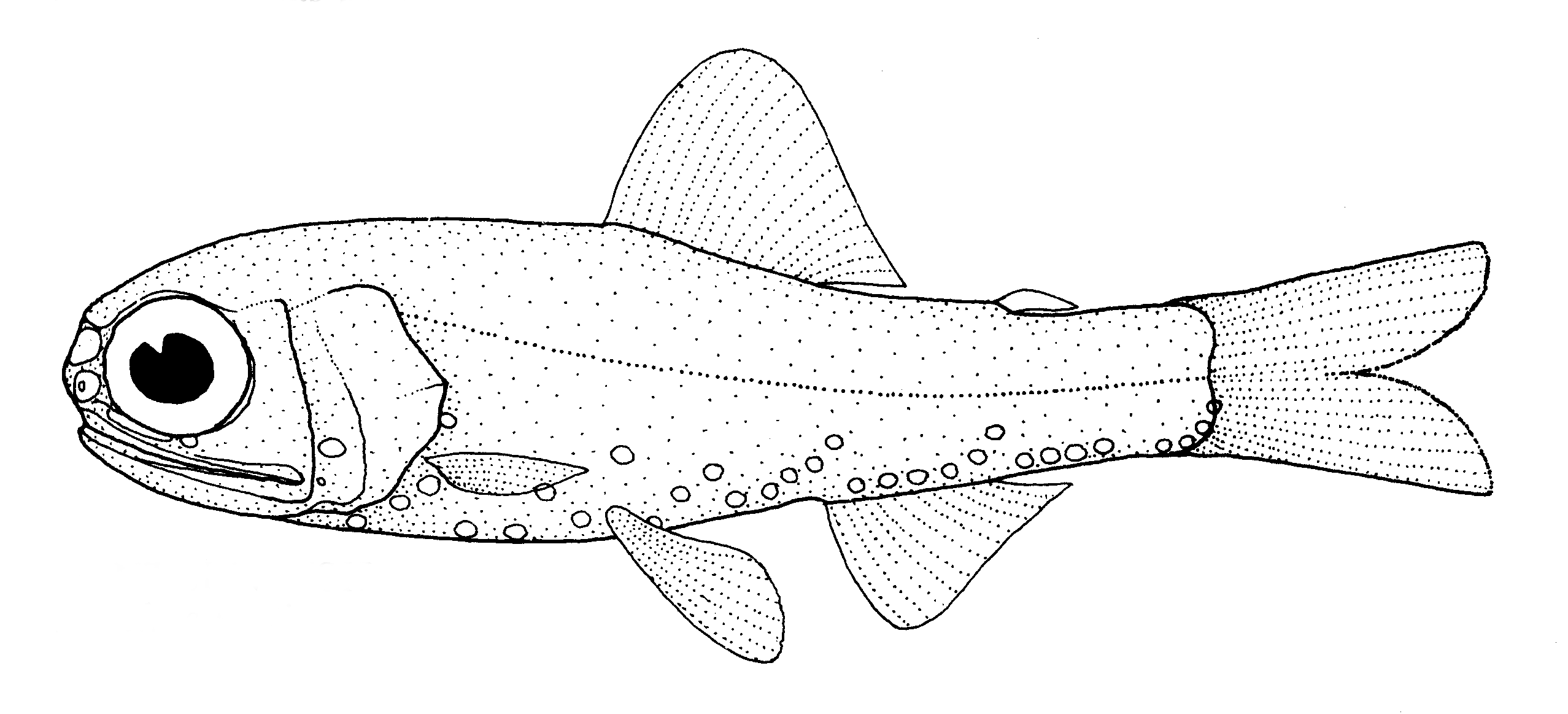
Diaphus holti

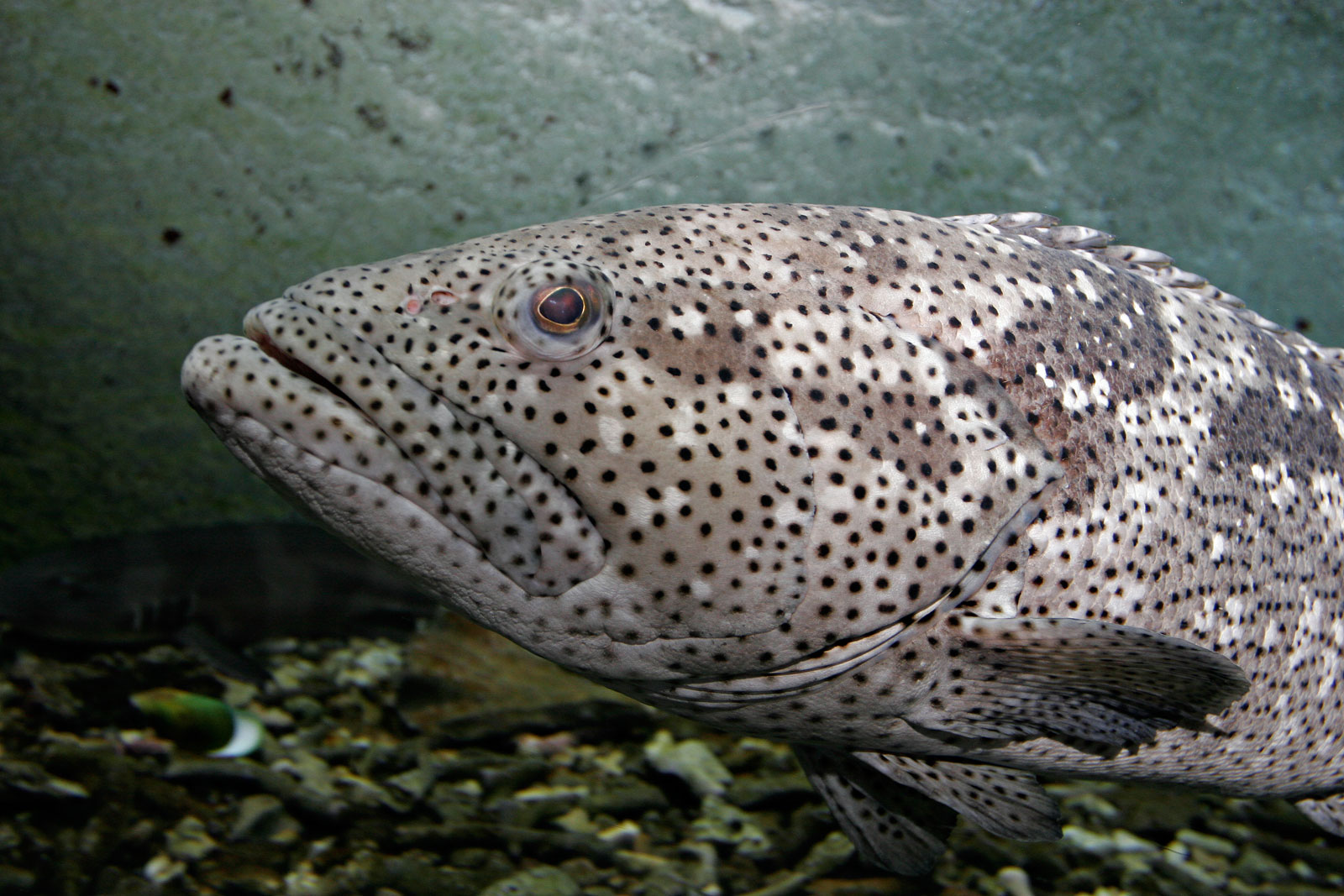
Epinephelus malabaricus

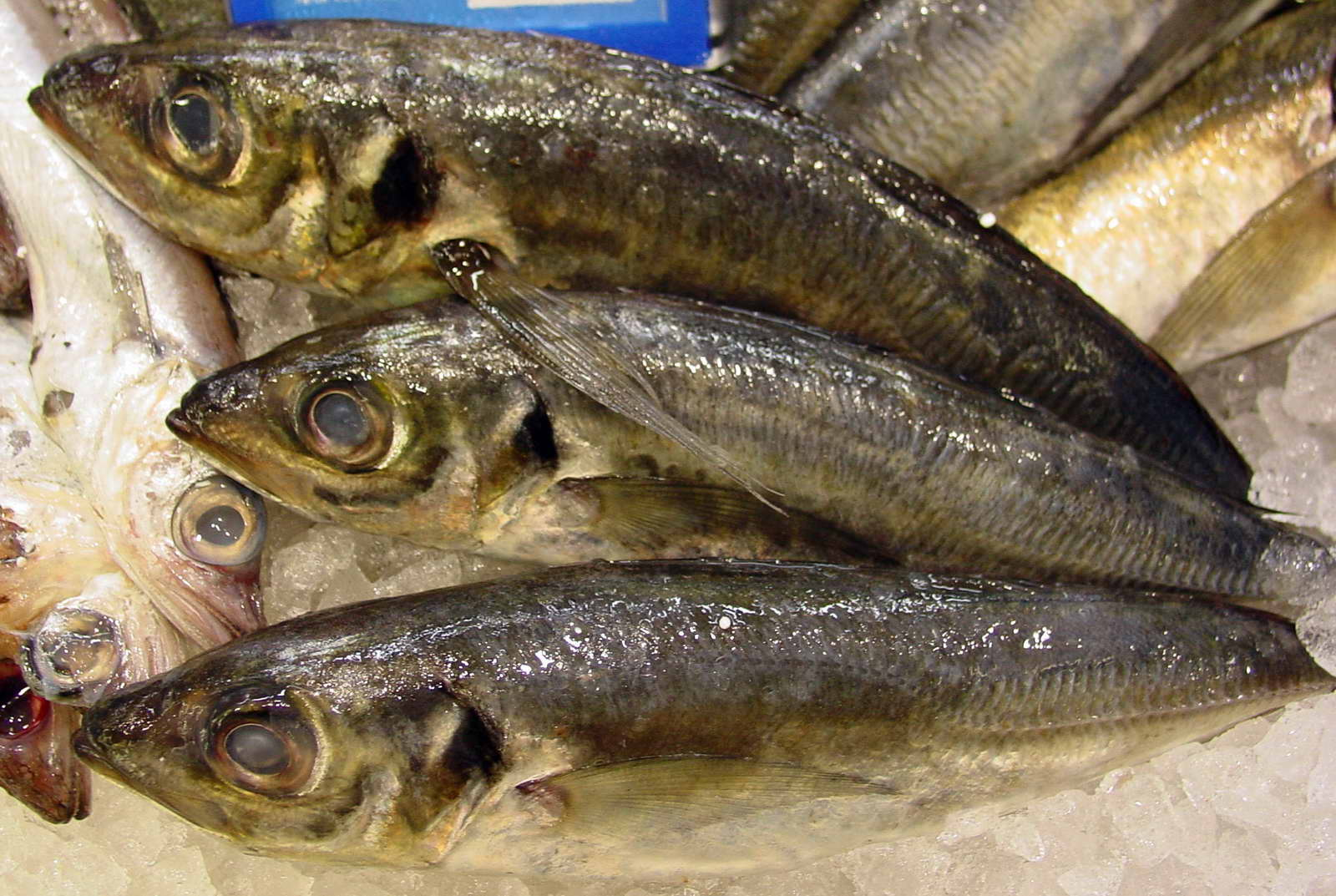
Sorell (Trachurus trachurus)

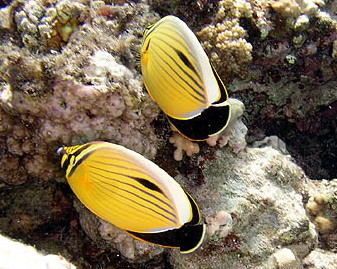
Chaetodon austriacus

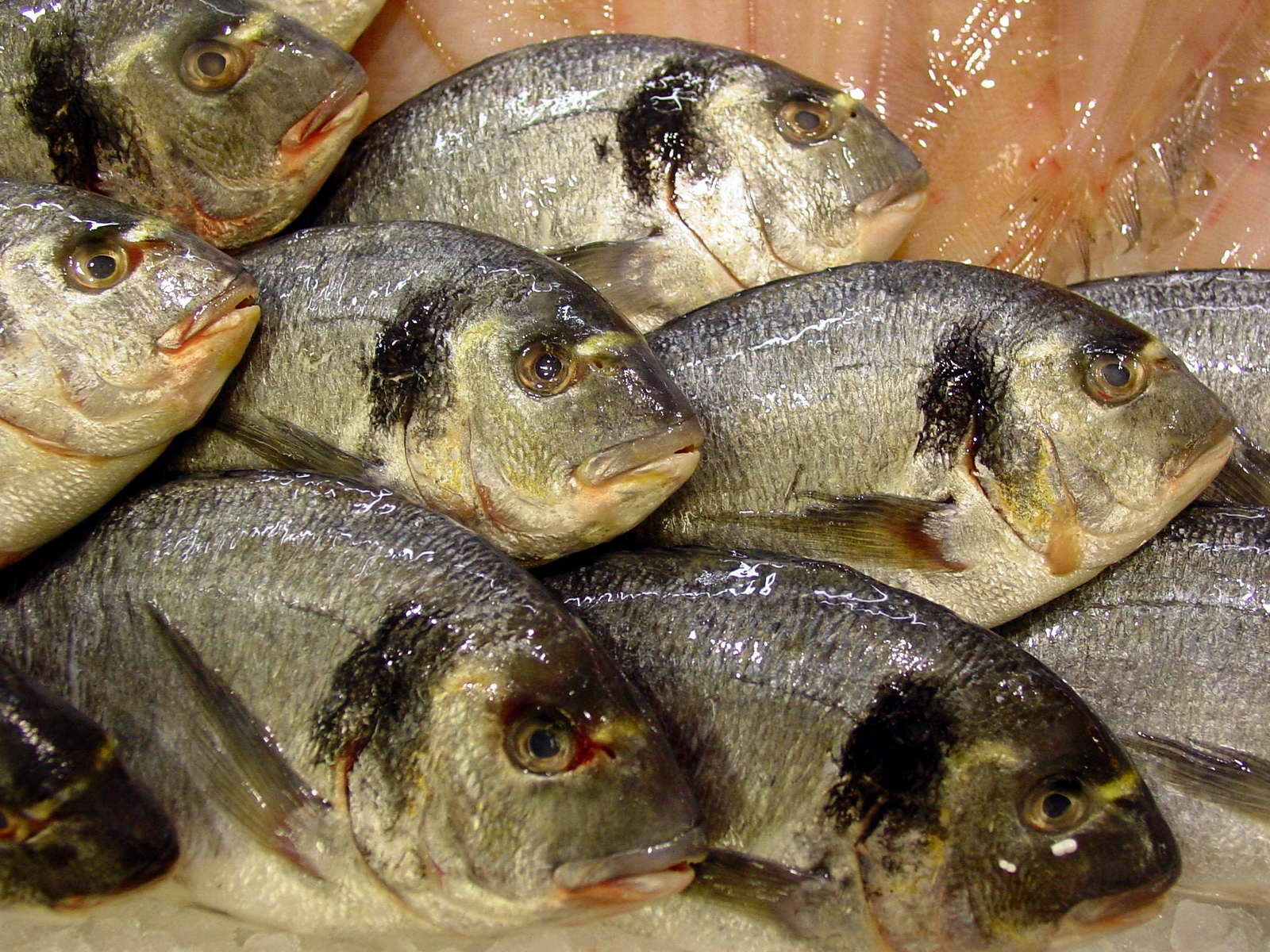
Orada (Sparus aurata)

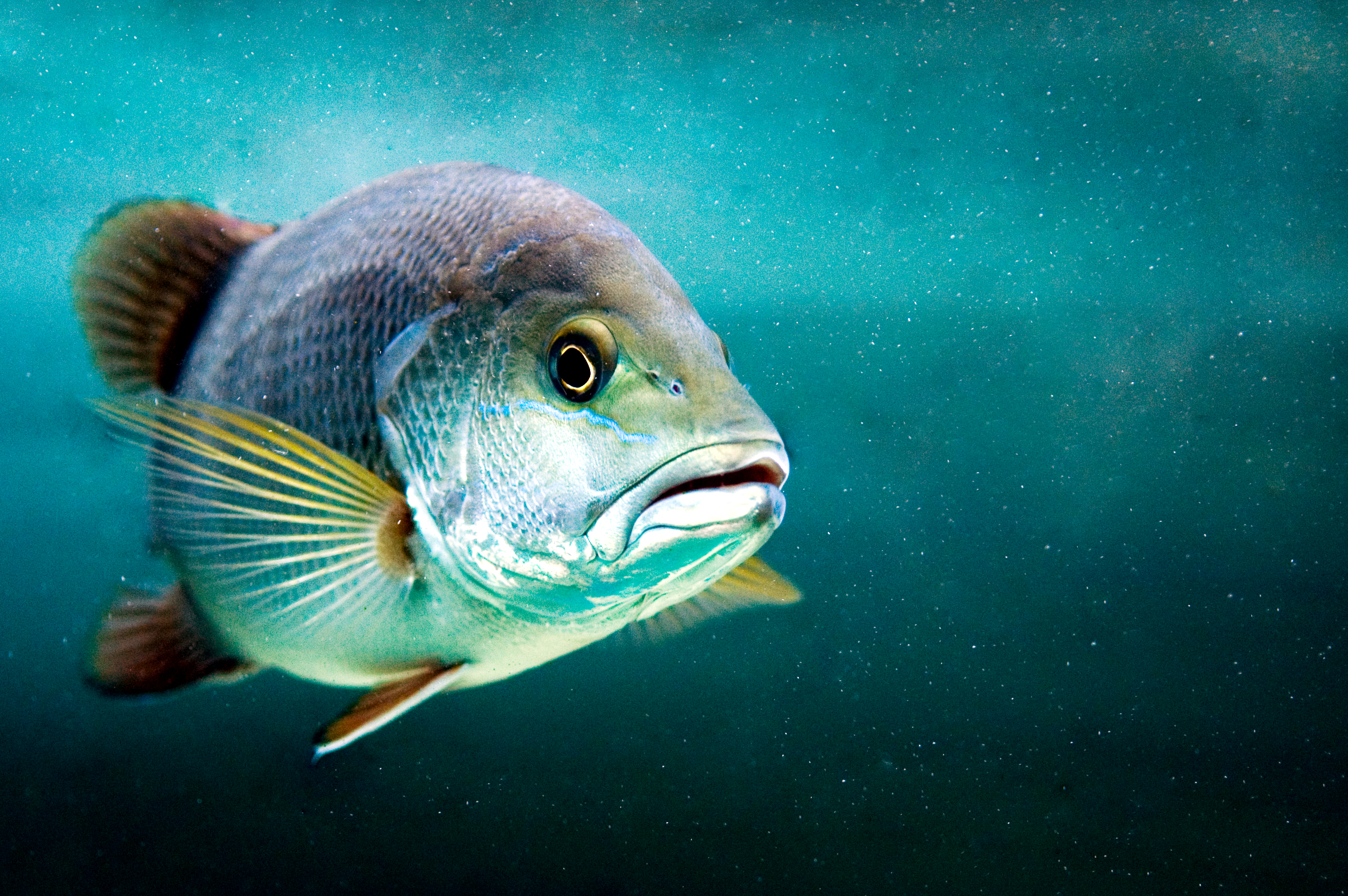
Lutjanus argentimaculatus

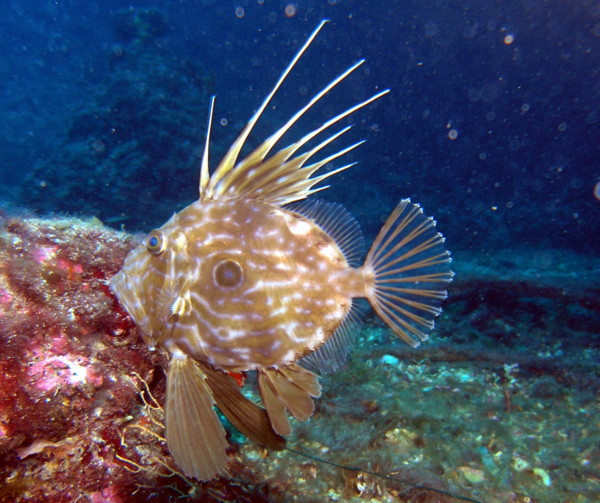
Gall de Sant Pere (Zeus faber)

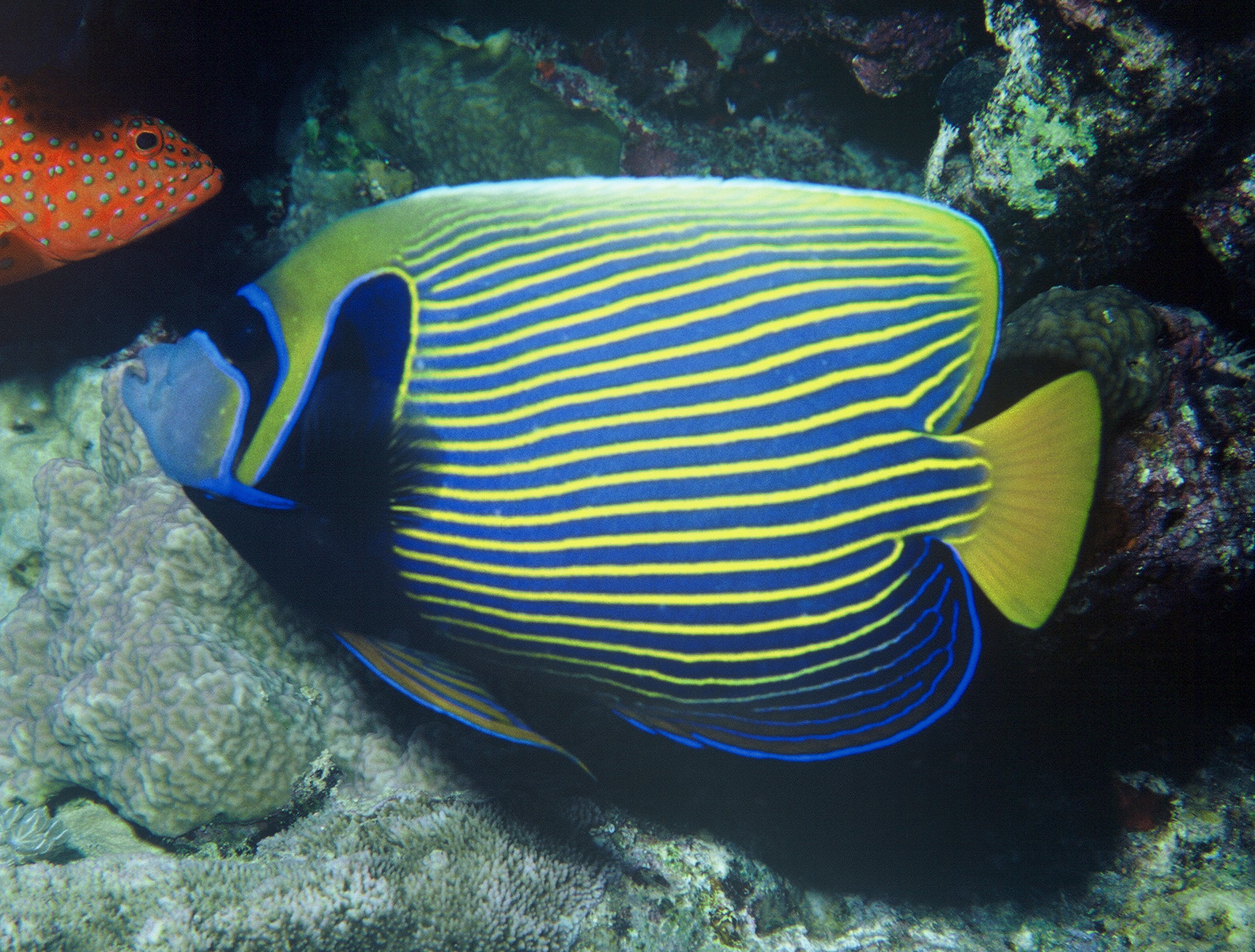
Peix àngel emperador (Pomacanthus imperator)

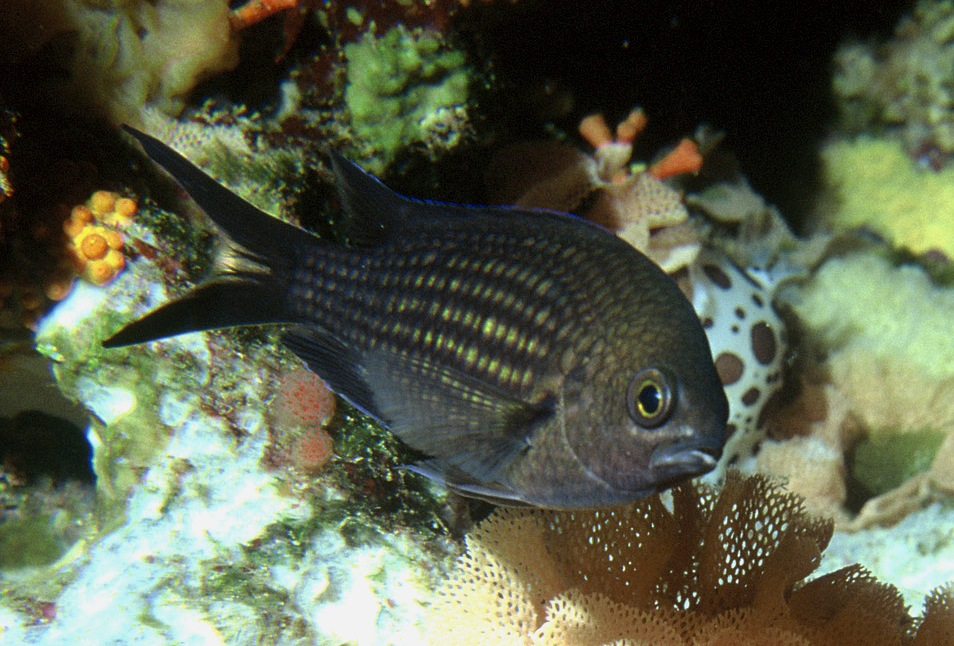
Tuta (Chromis chromis)

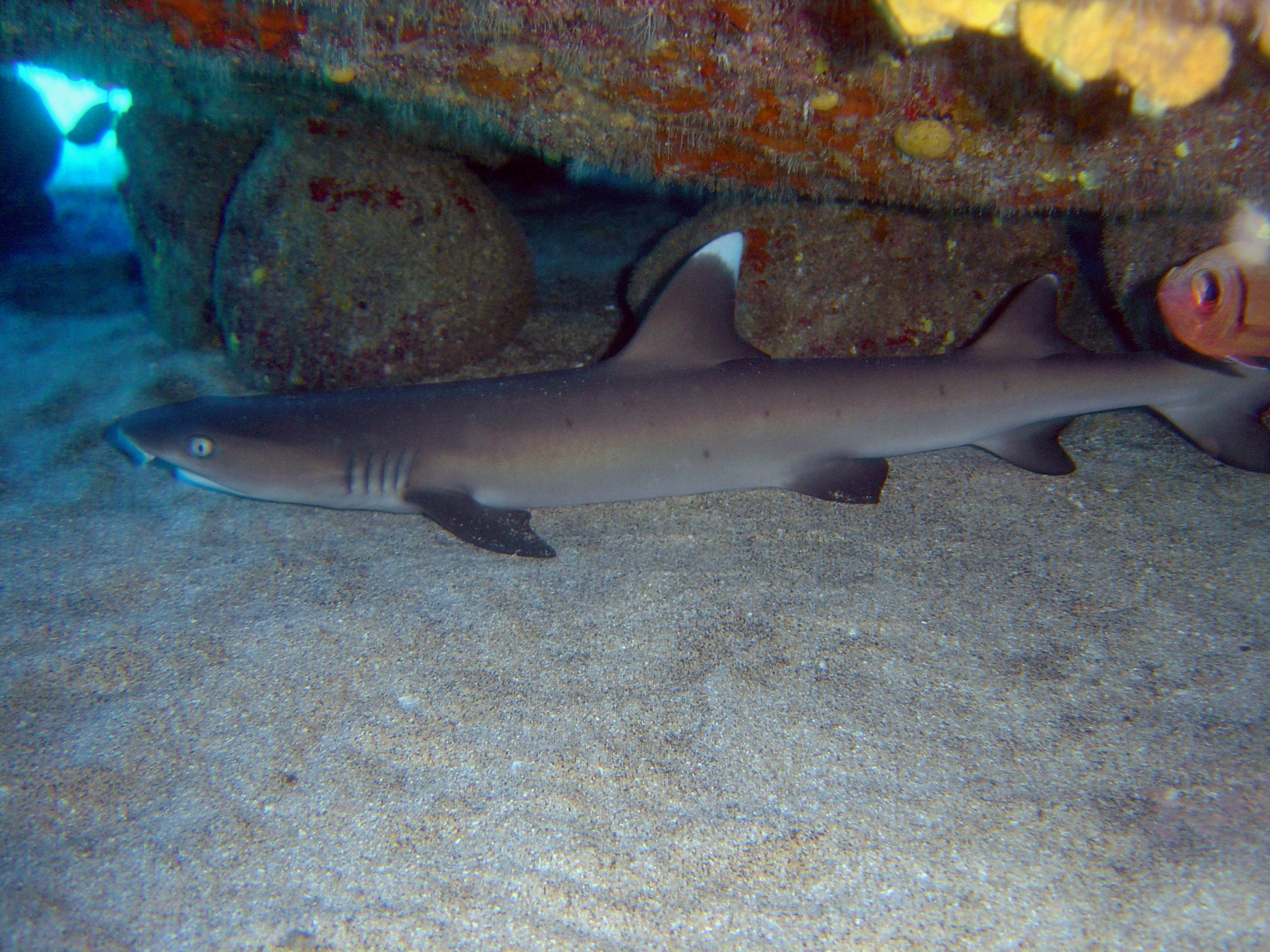
Tauró de puntes blanques (Triaenodon obesus)

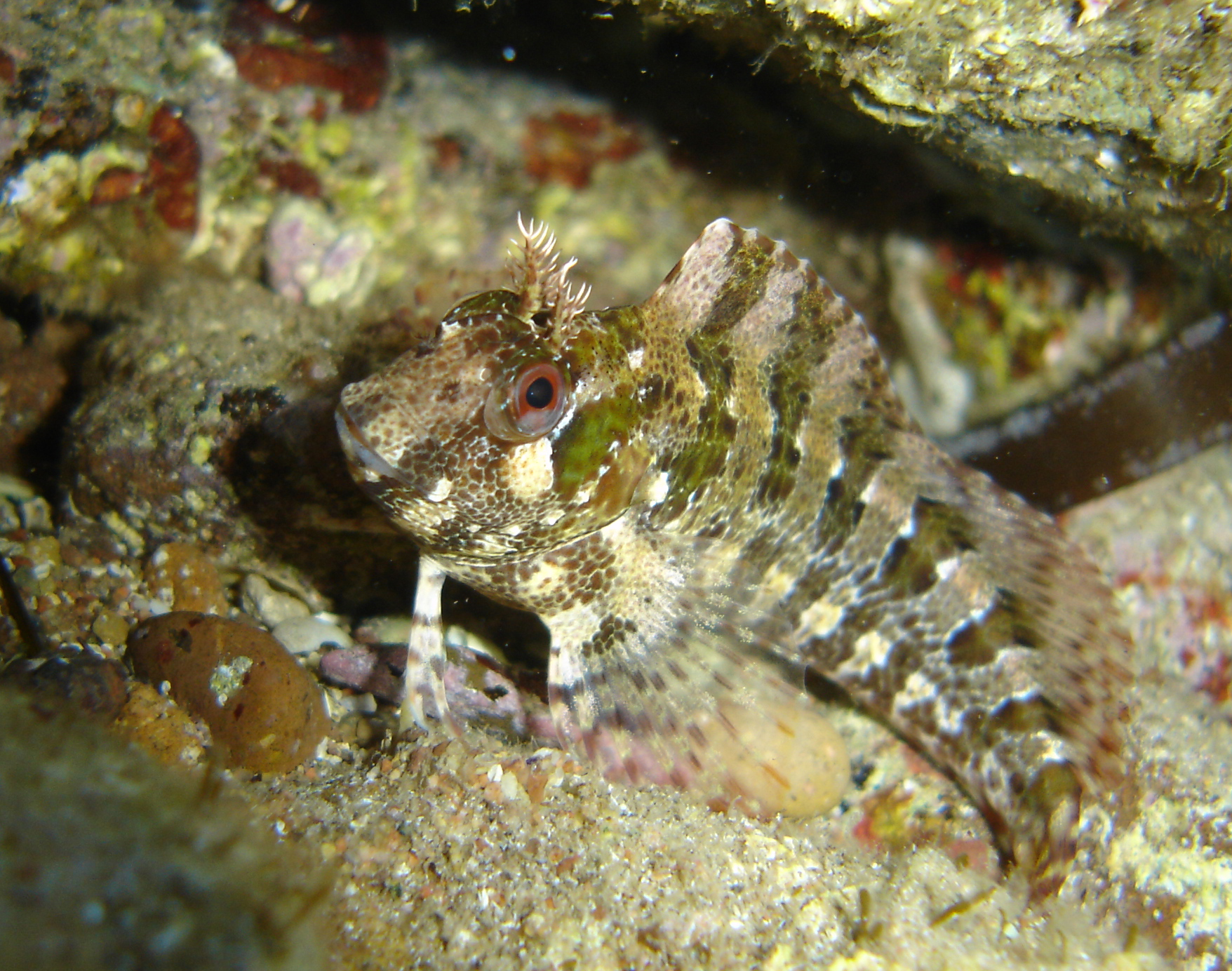
Gall faver (Parablennius gattorugine)

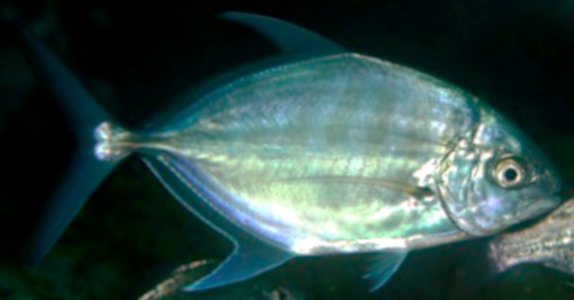
Carangoides ferdau

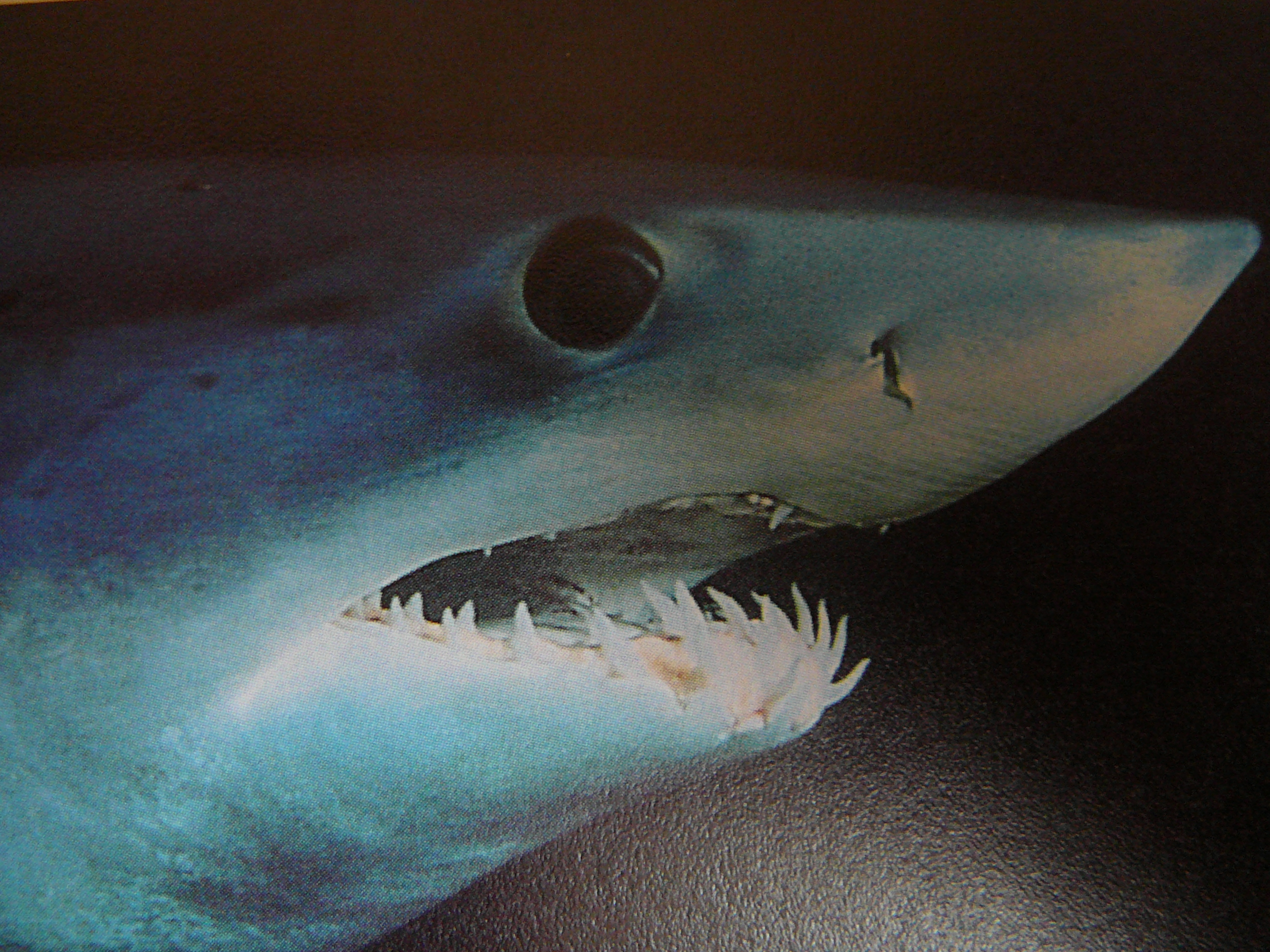
Solraig (Isurus oxyrinchus)

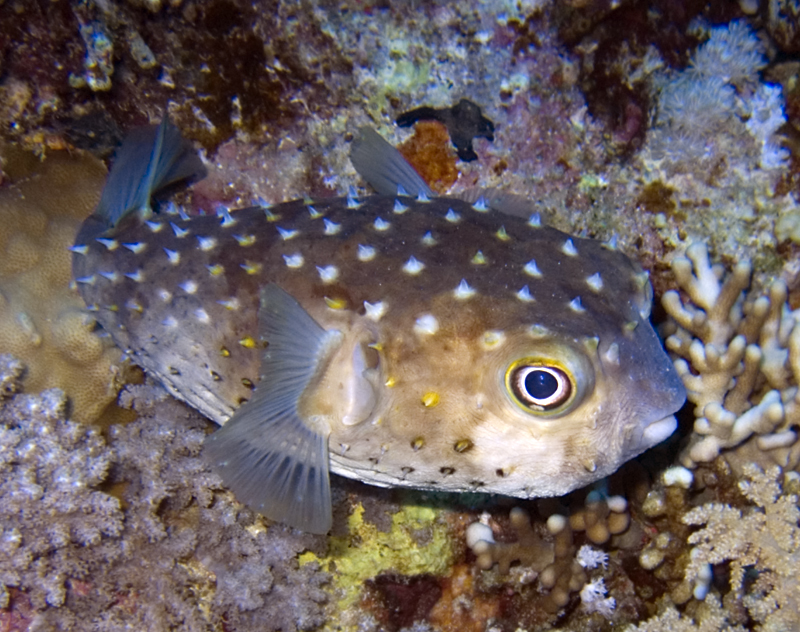
Cyclichthys spilostylus

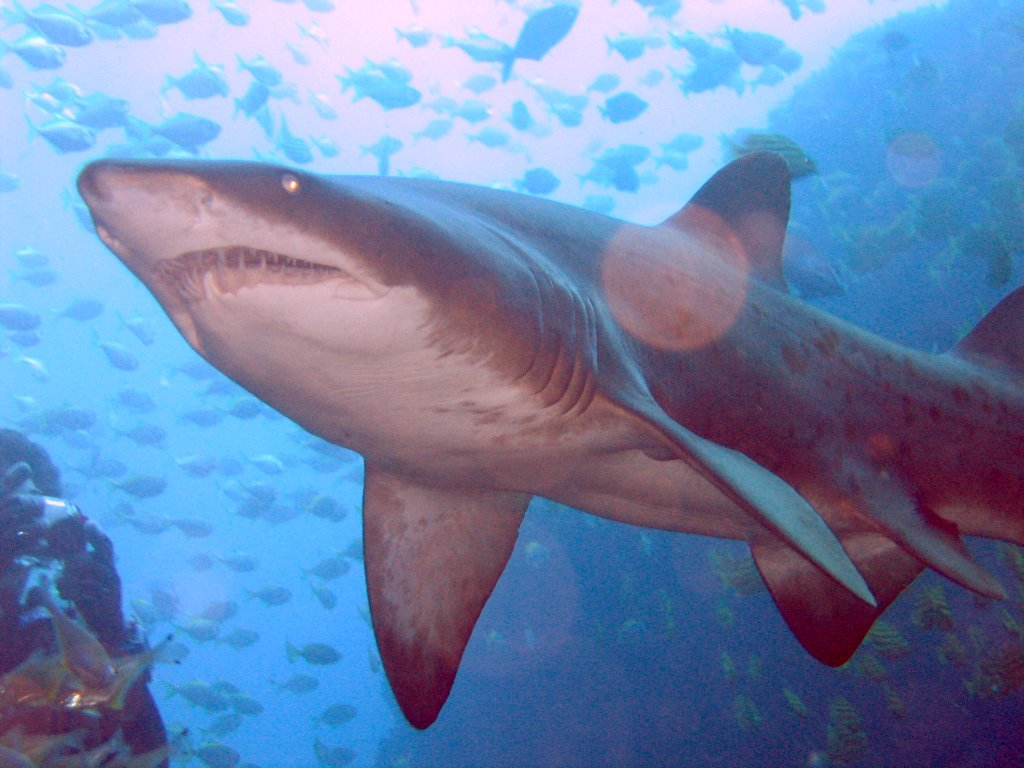
Solraig de sorra (Carcharias taurus)

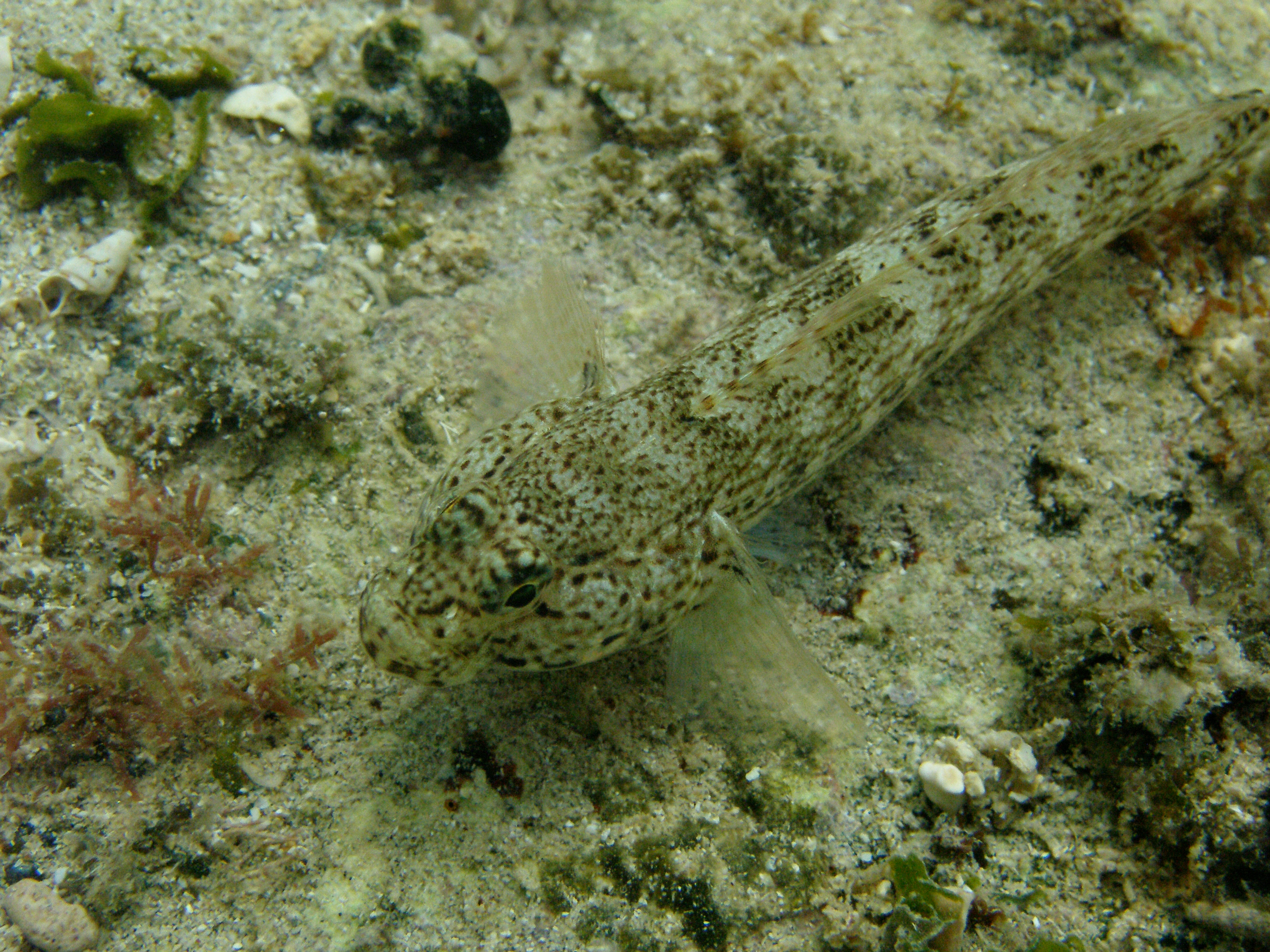
Cabot d'ortiga (Gobius bucchichi)

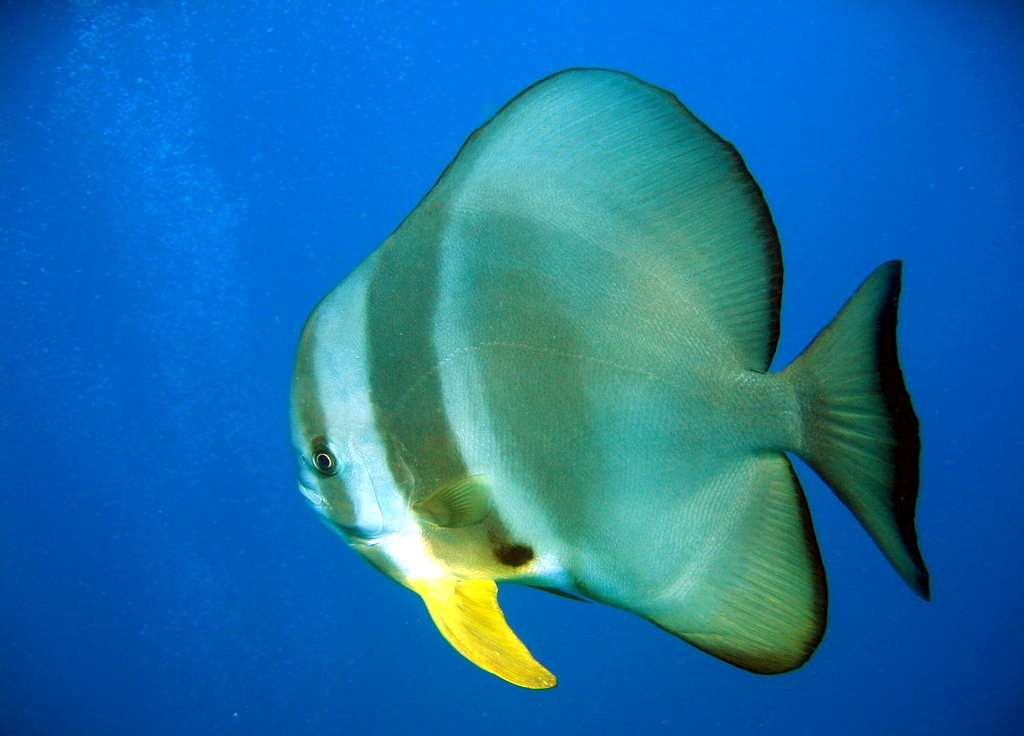
Platax teira

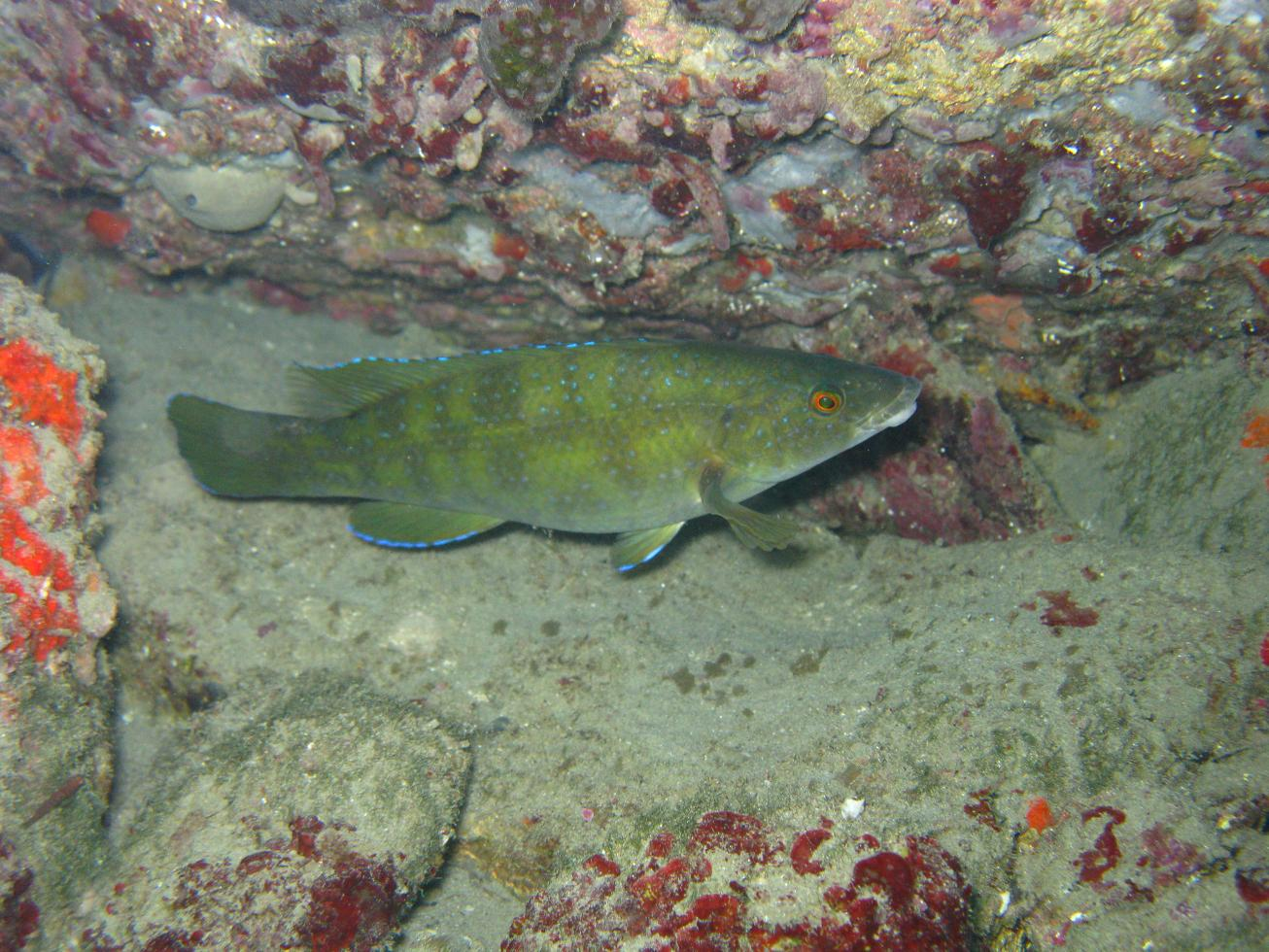
Tord massot (Labrus merula)

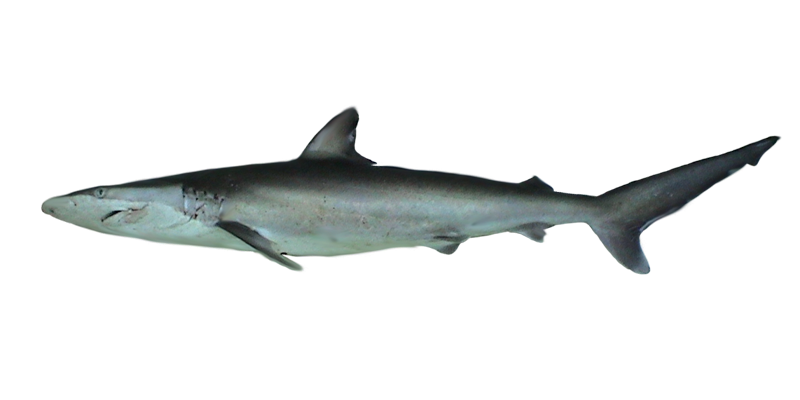
Carcharhinus brevipinna

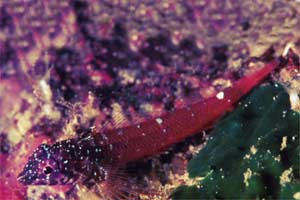
Cabot vermell (Tripterygion melanurum)

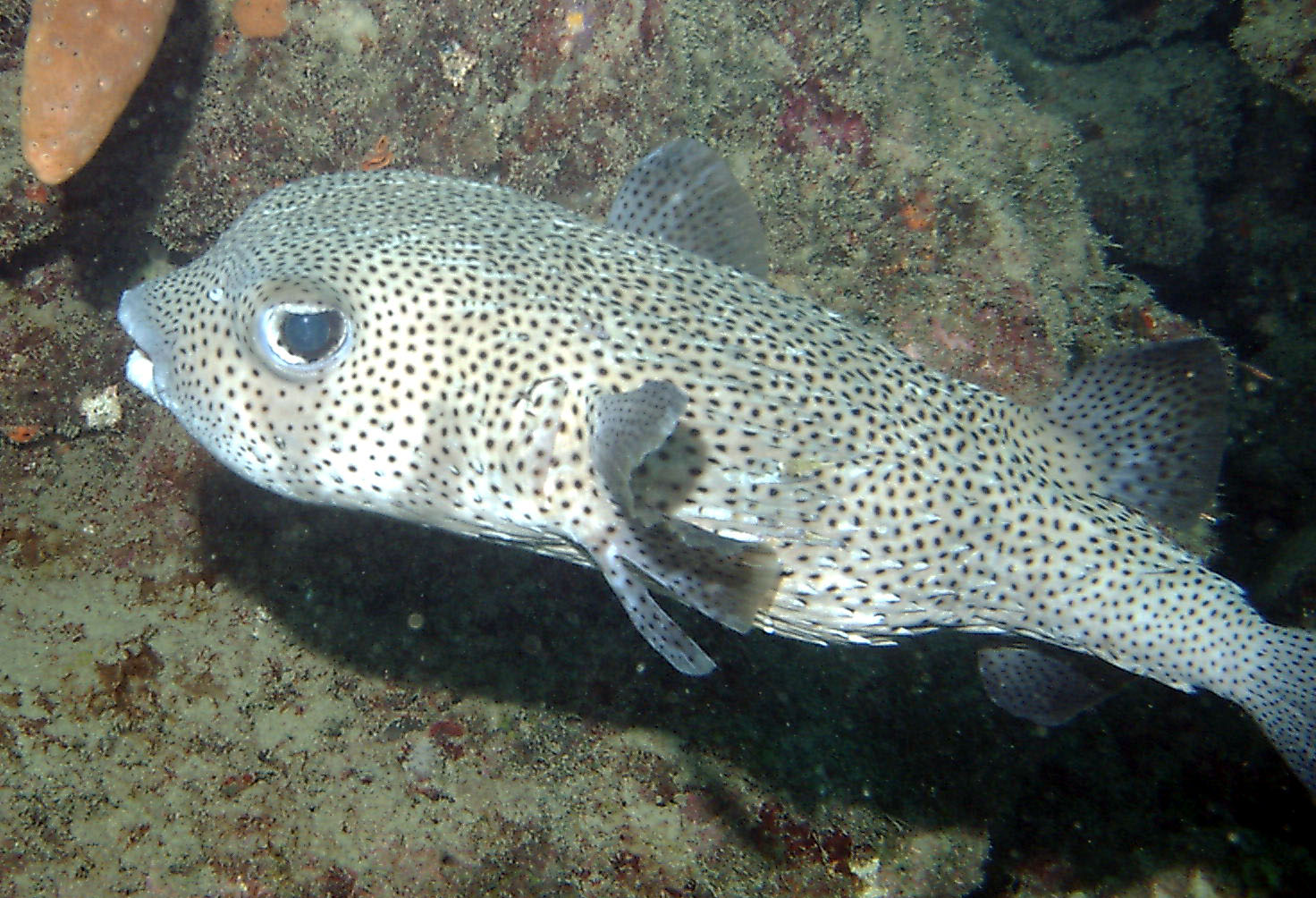
Diodon hystrix

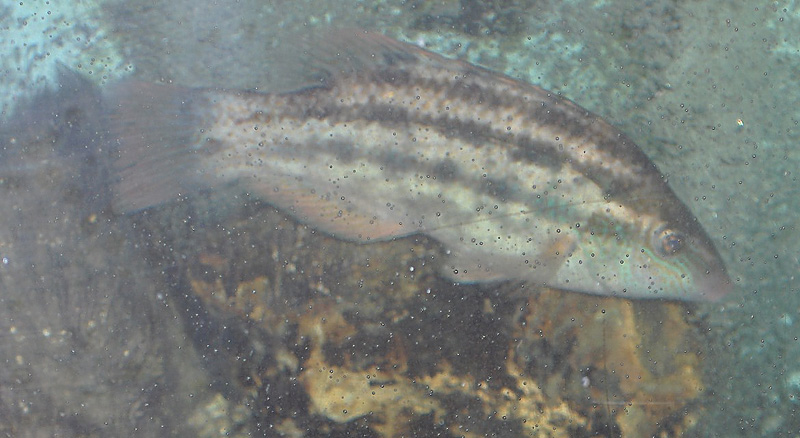
Llavió (Symphodus tinca)

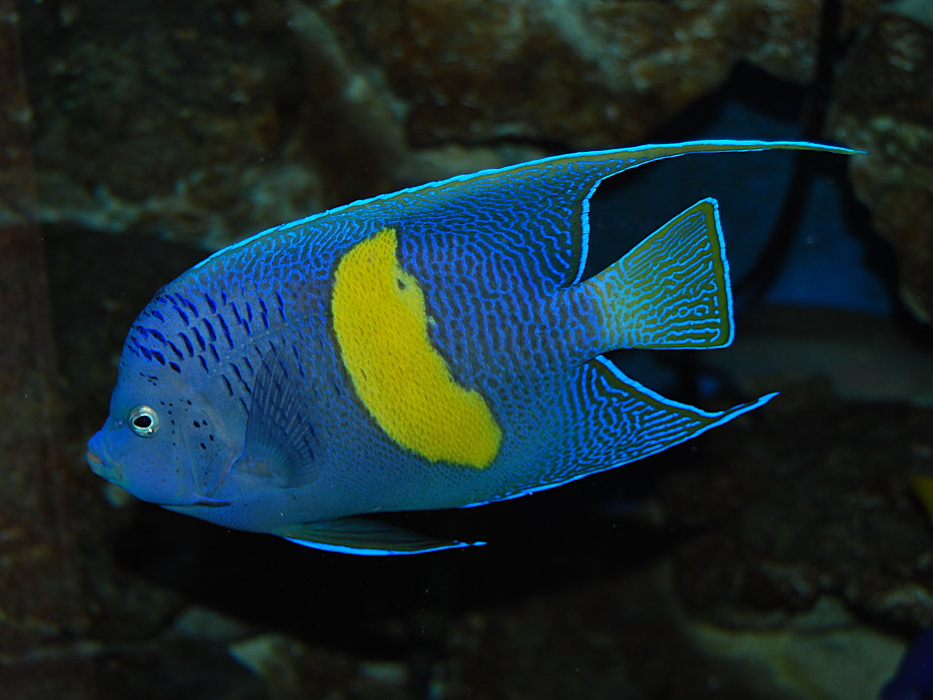
Peix àngel de taca groga (Pomacanthus maculosus)

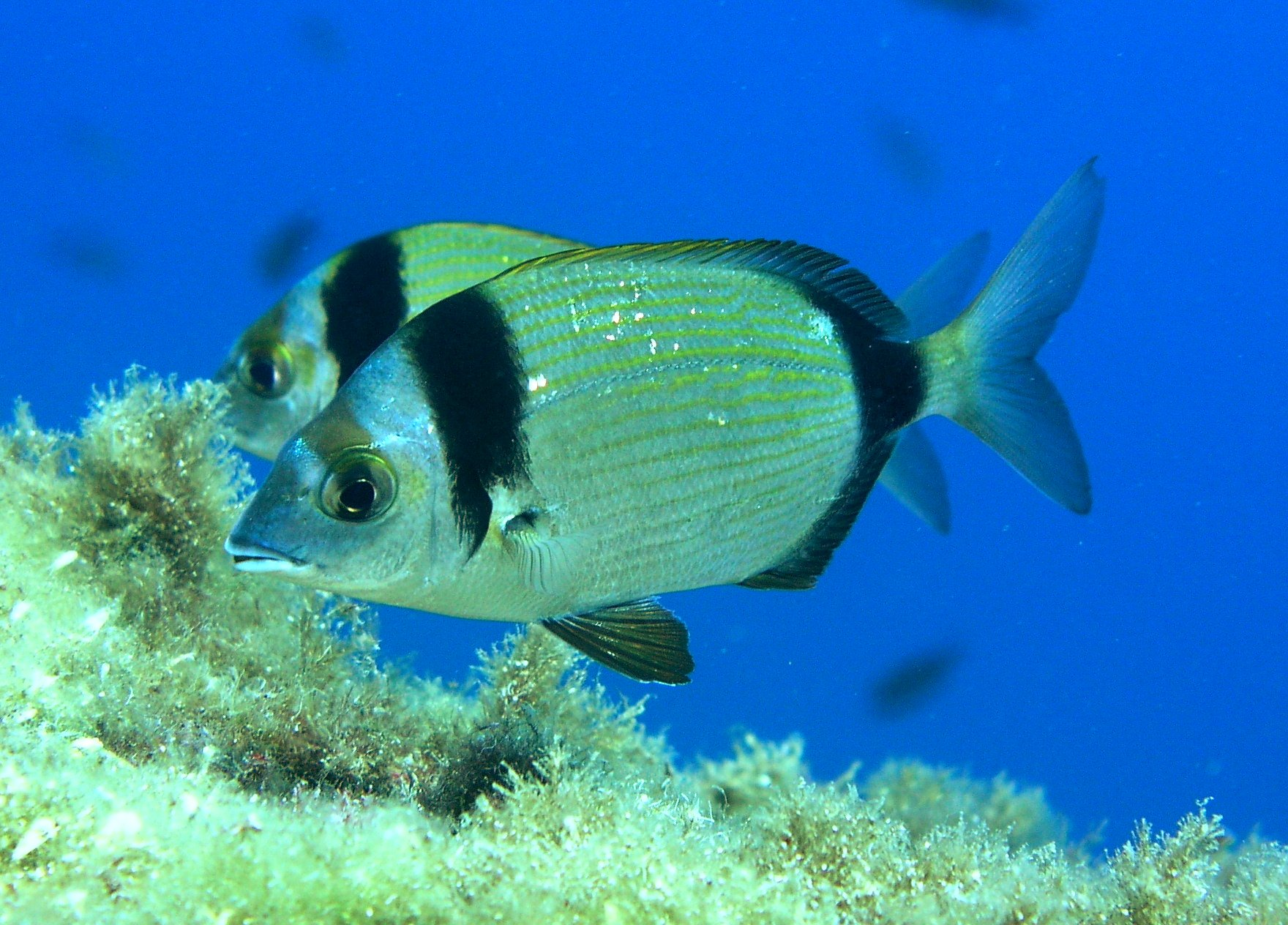
Variada (Diplodus vulgaris)

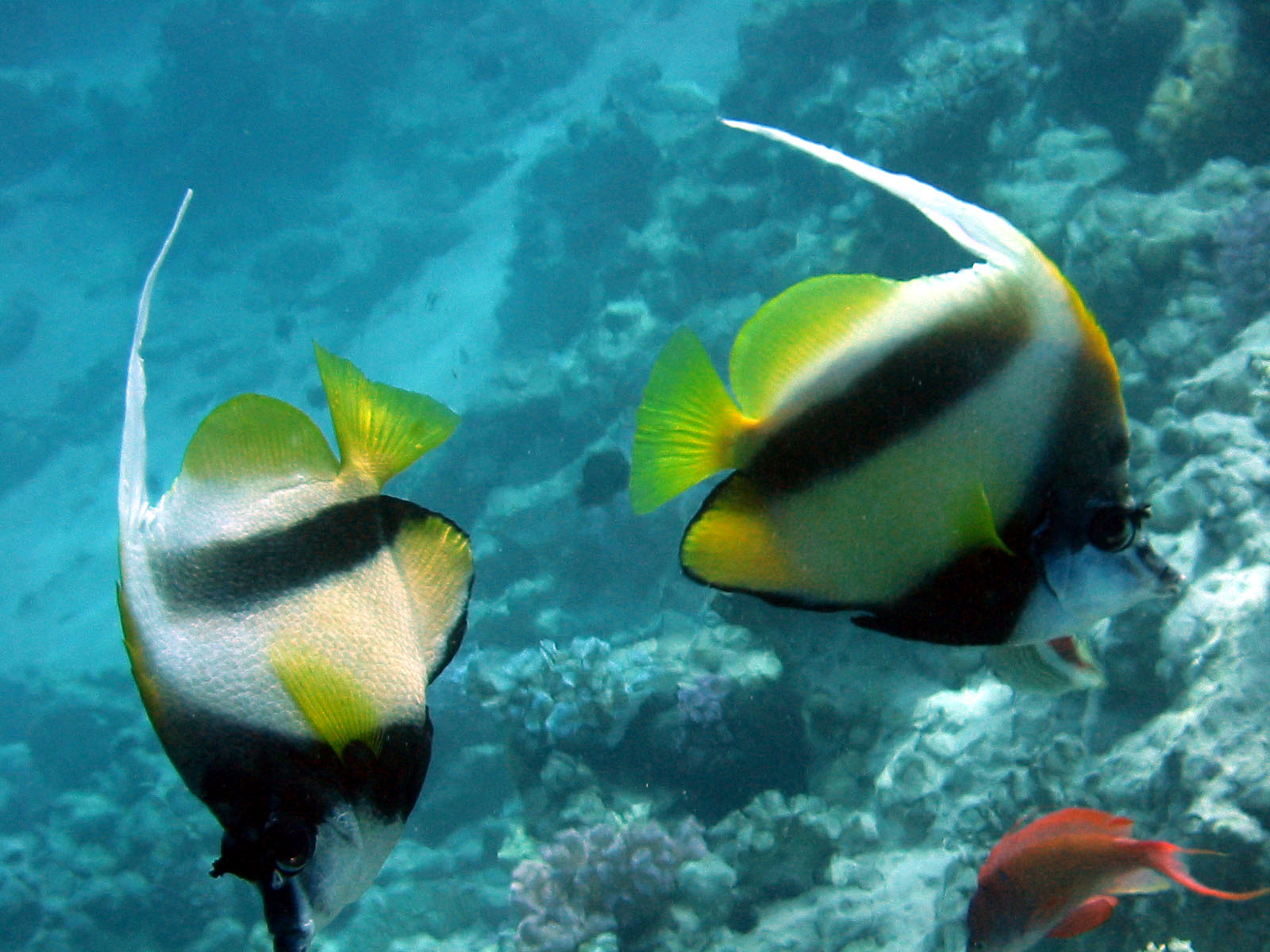
Peix papallona de la mar Roja (Heniochus intermedius)

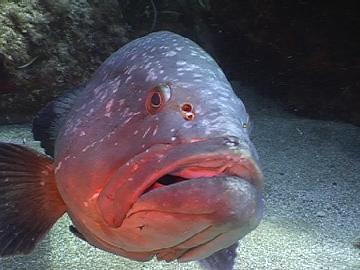
Anfós (Epinephelus marginatus)

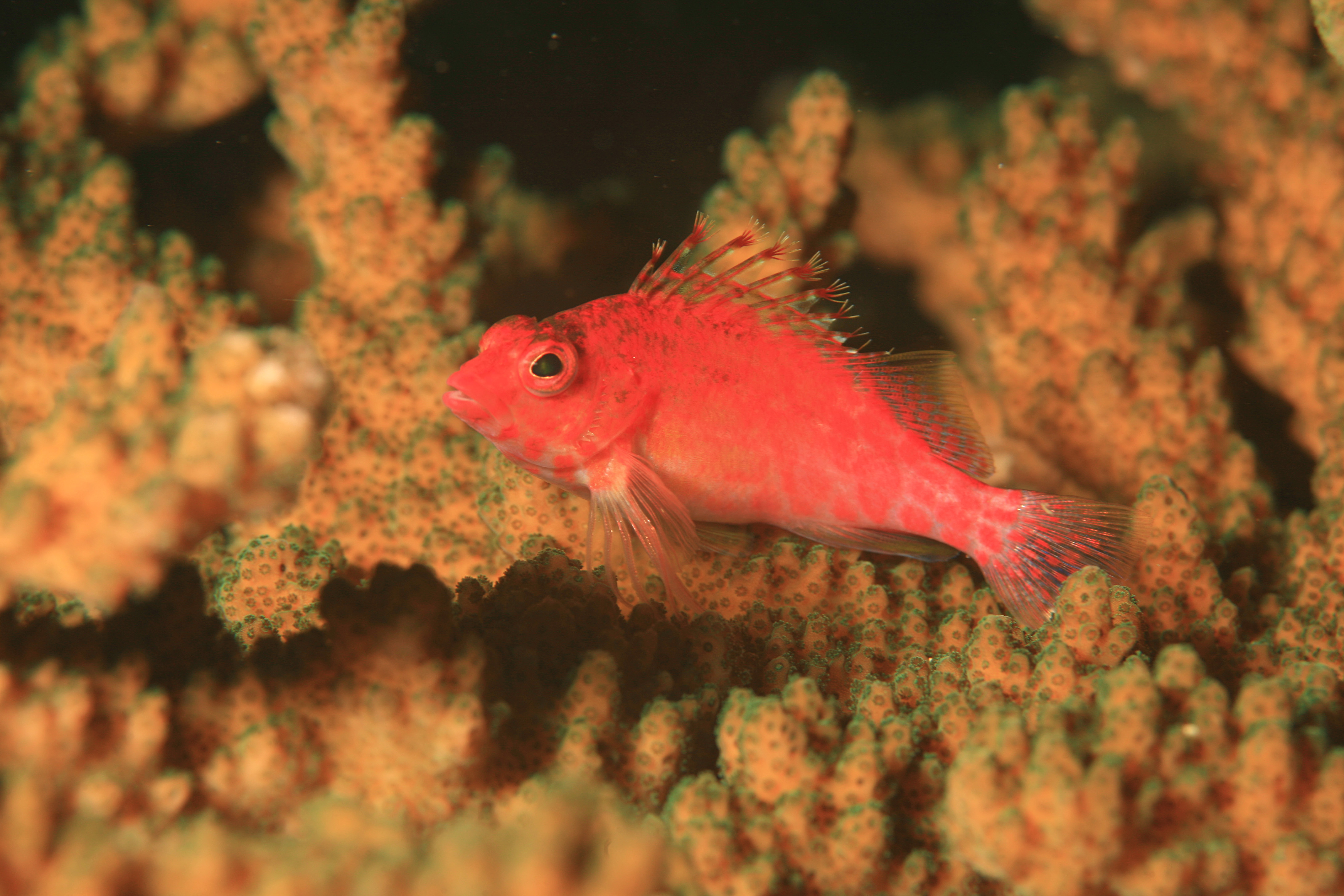
Cirrhitichthys oxycephalus

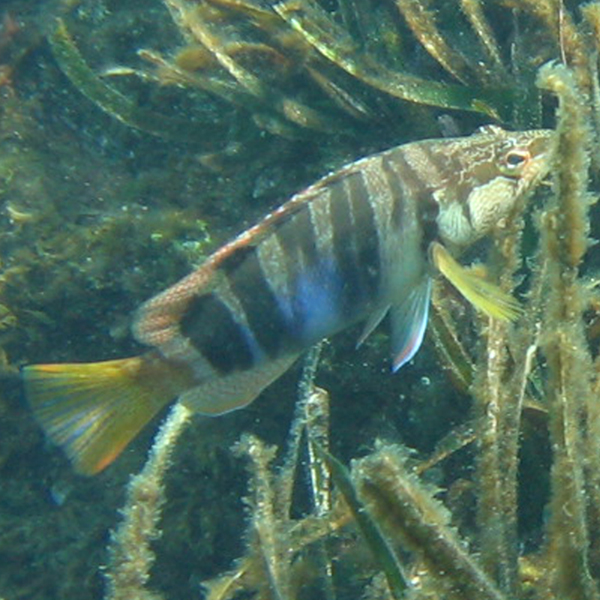
Vaca (Serranus scriba)

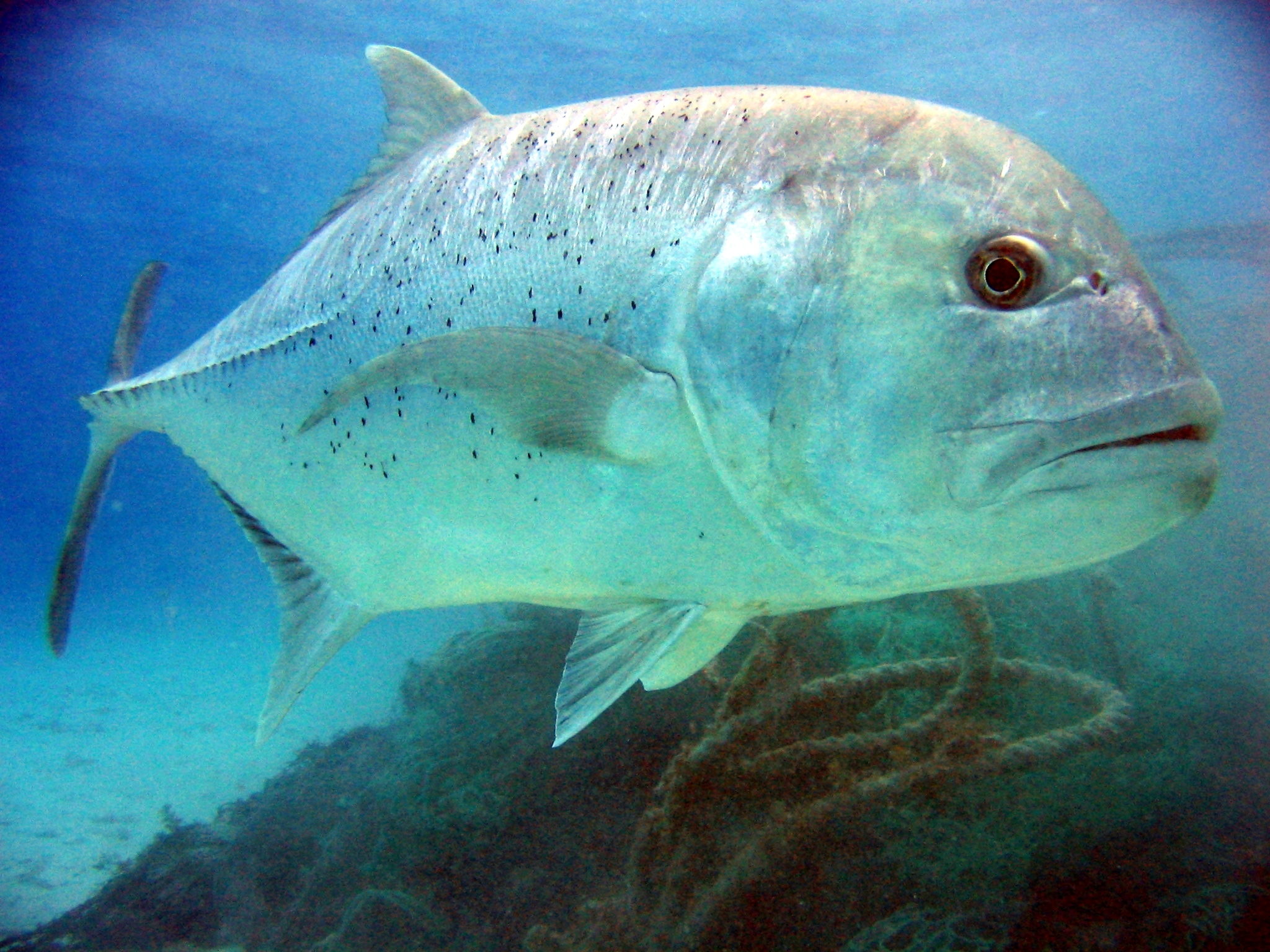
Sorella gegant (Caranx ignobilis)

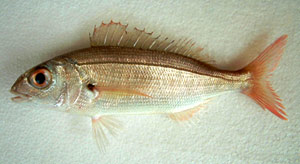
Besuc blanc (Pagellus acarne)

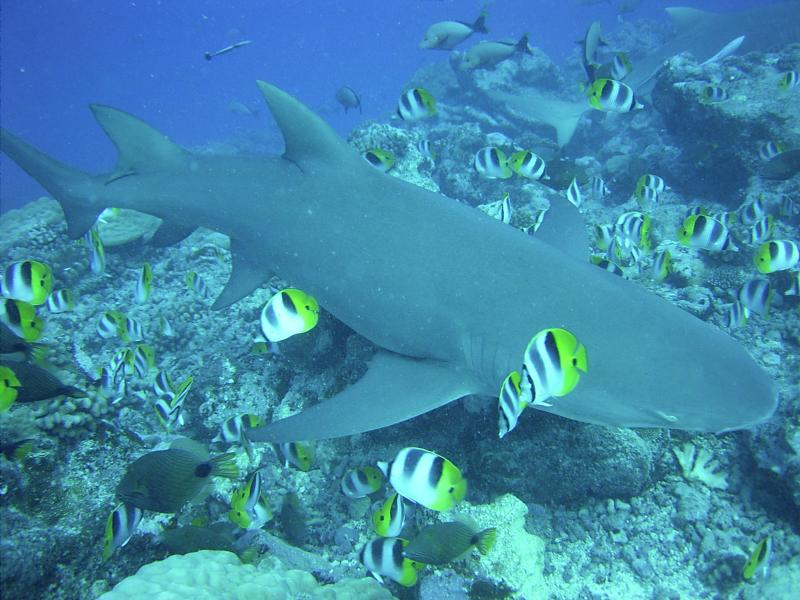
Negaprion acutidens

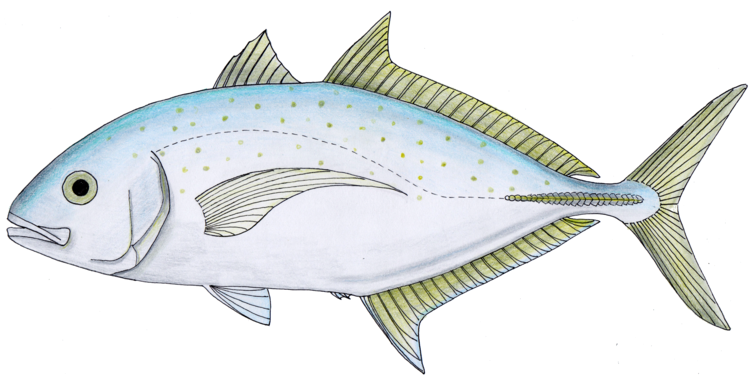
Carangoides fulvoguttatus

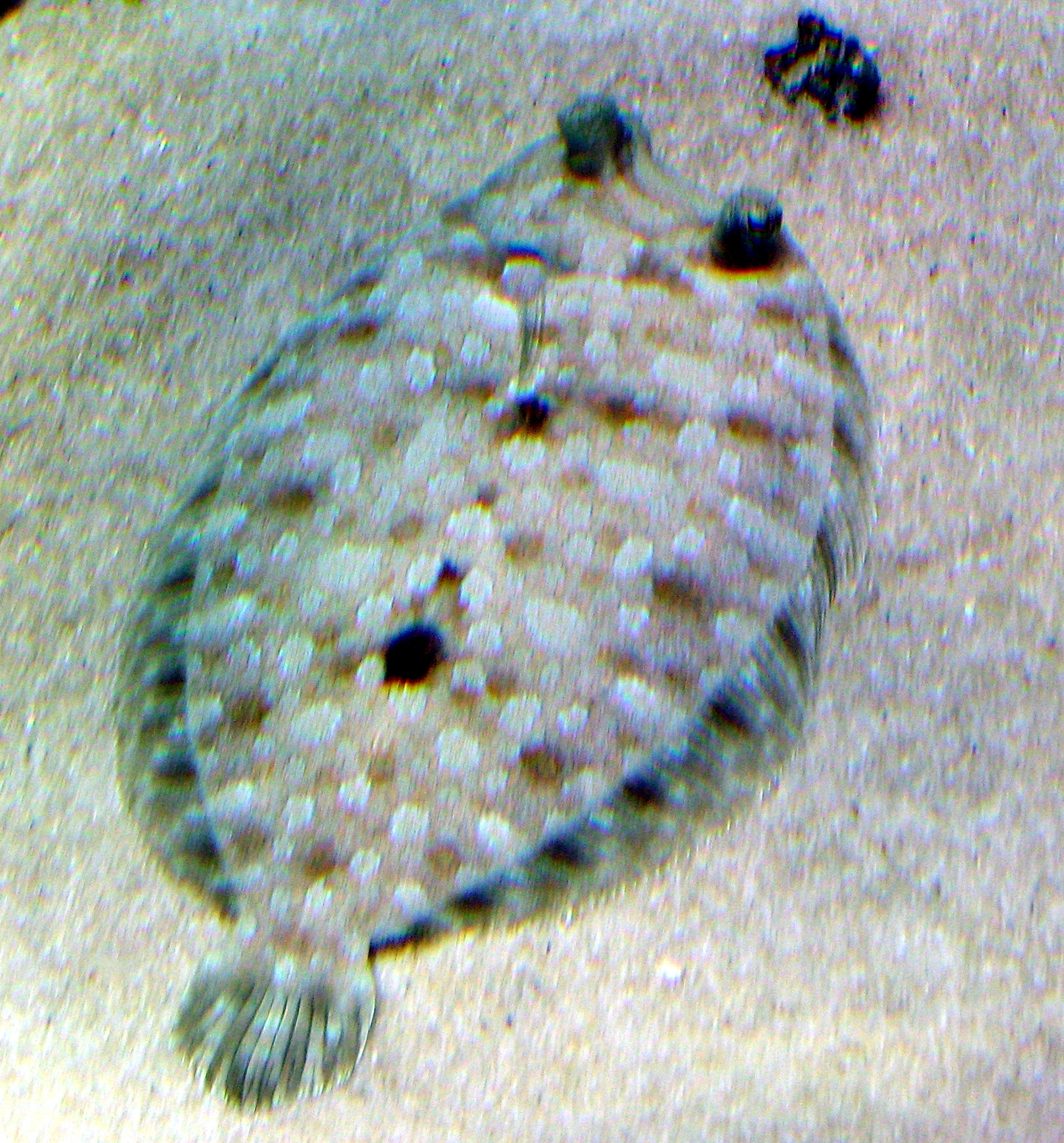
Pedaç (Bothus podas)

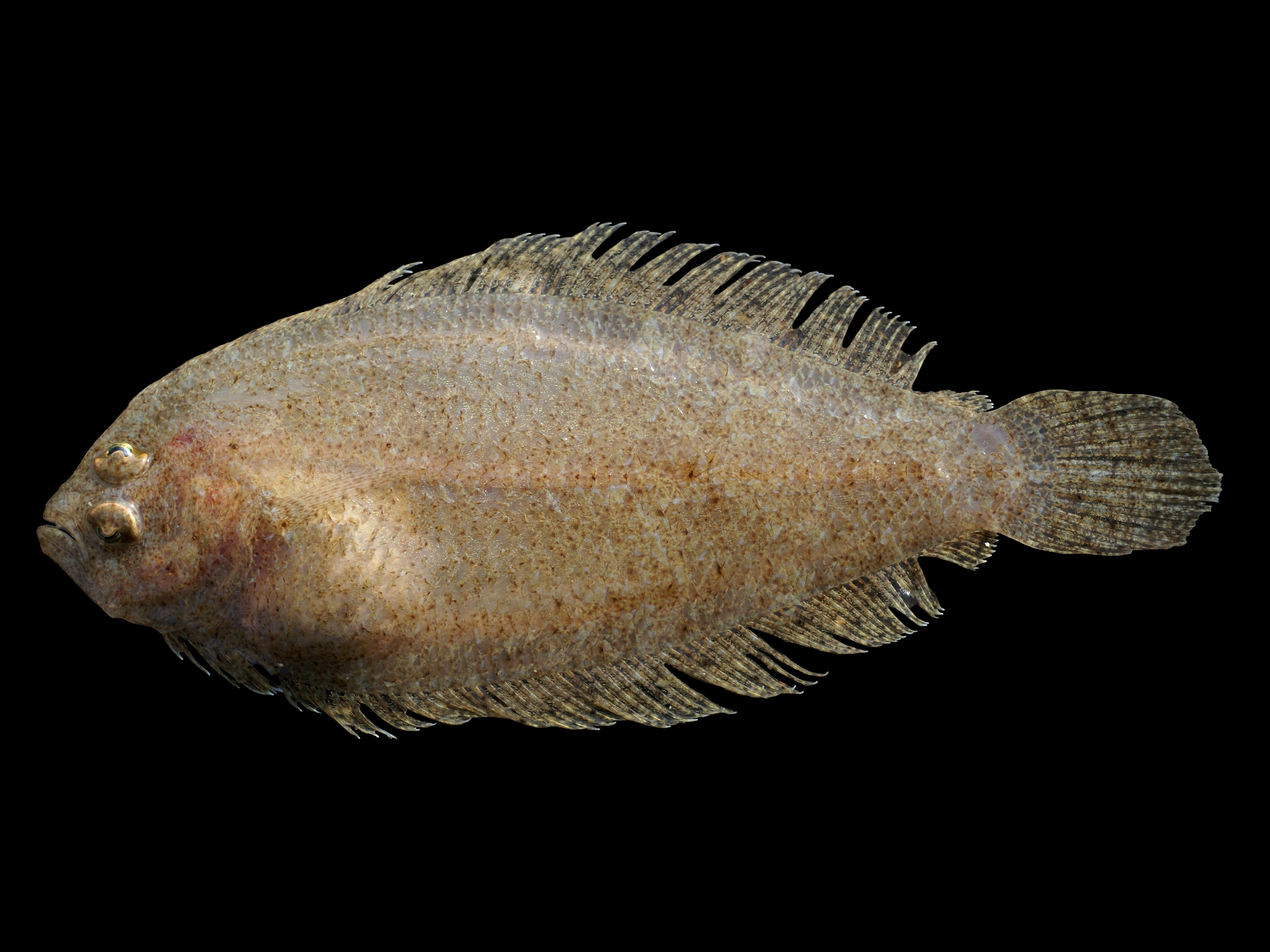
Peluda vera (Arnoglossus laterna)

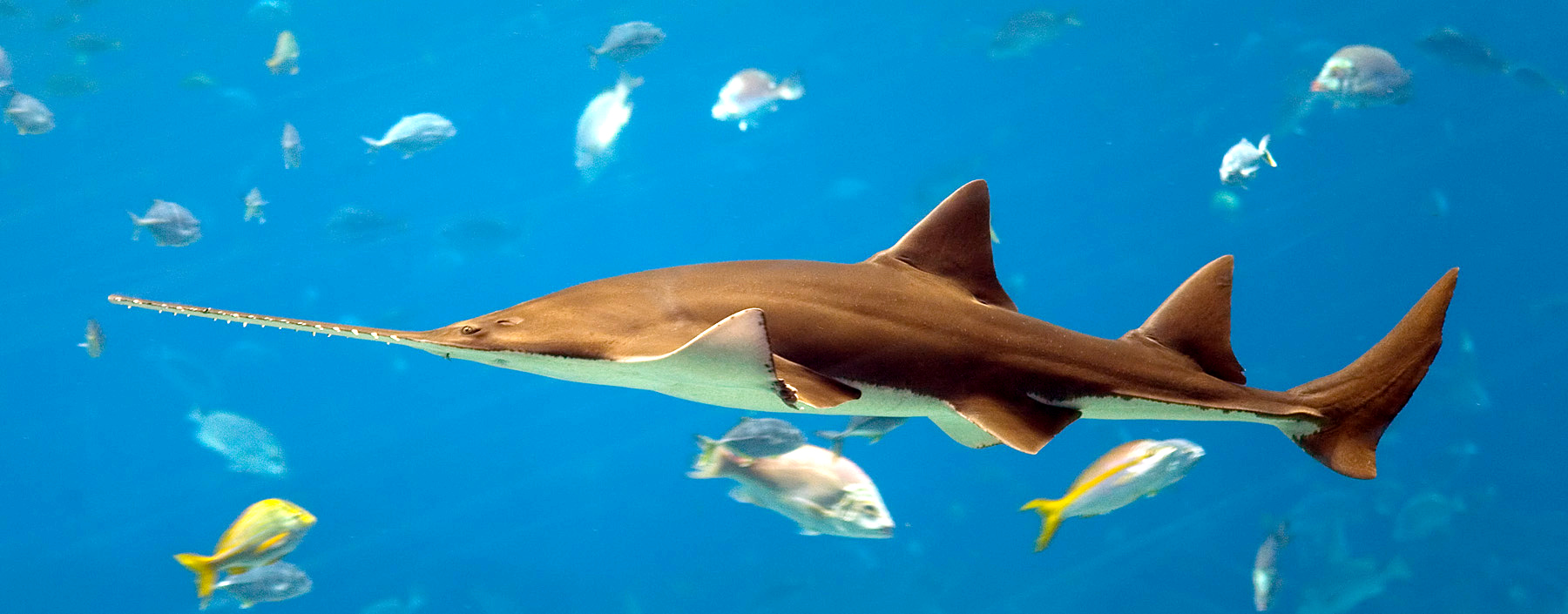
Pristis pectinata

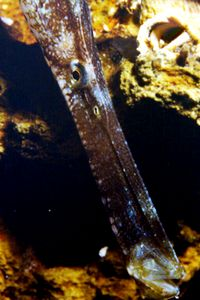
Serpentí (Syngnathus typhle)

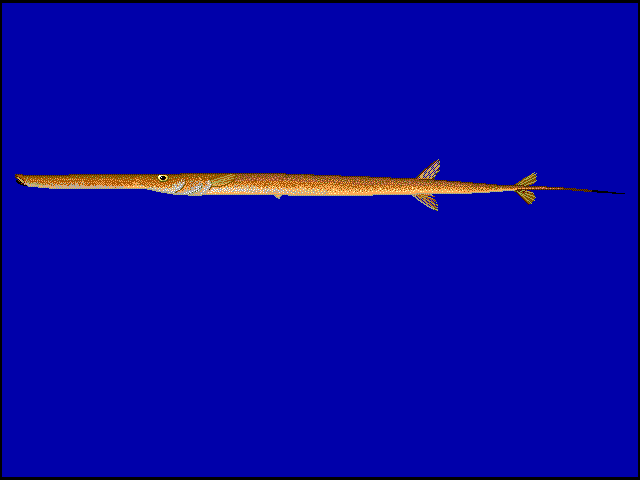
Fistularia petimba

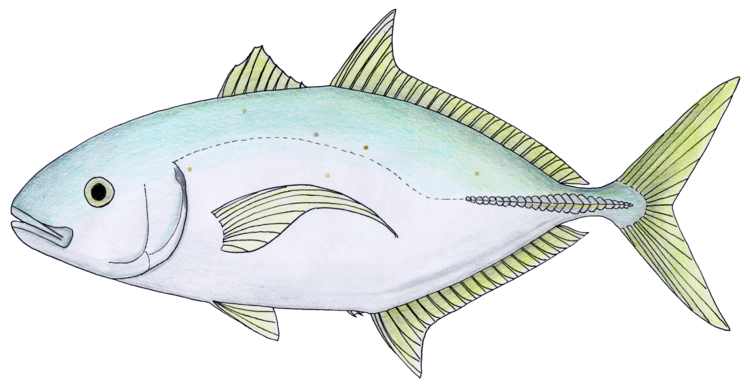
Carangoides gymnostethus

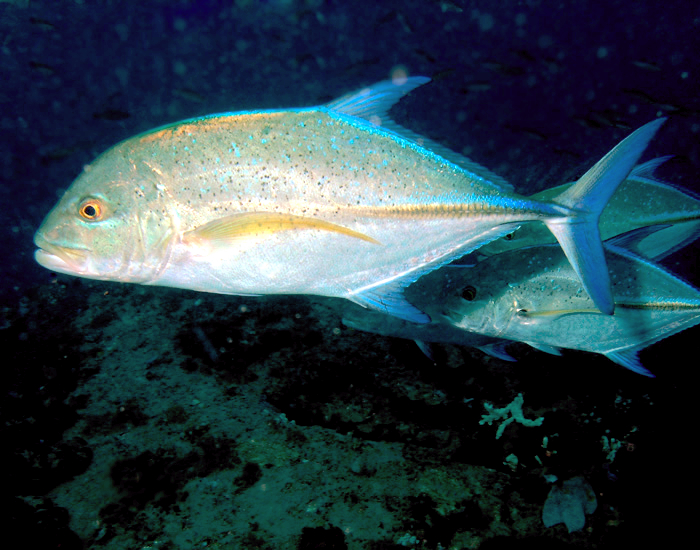
Sorella d'aleta blava (Caranx melampygus)

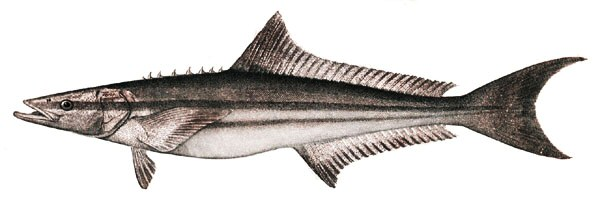
Còbia (Rachycentron canadum)

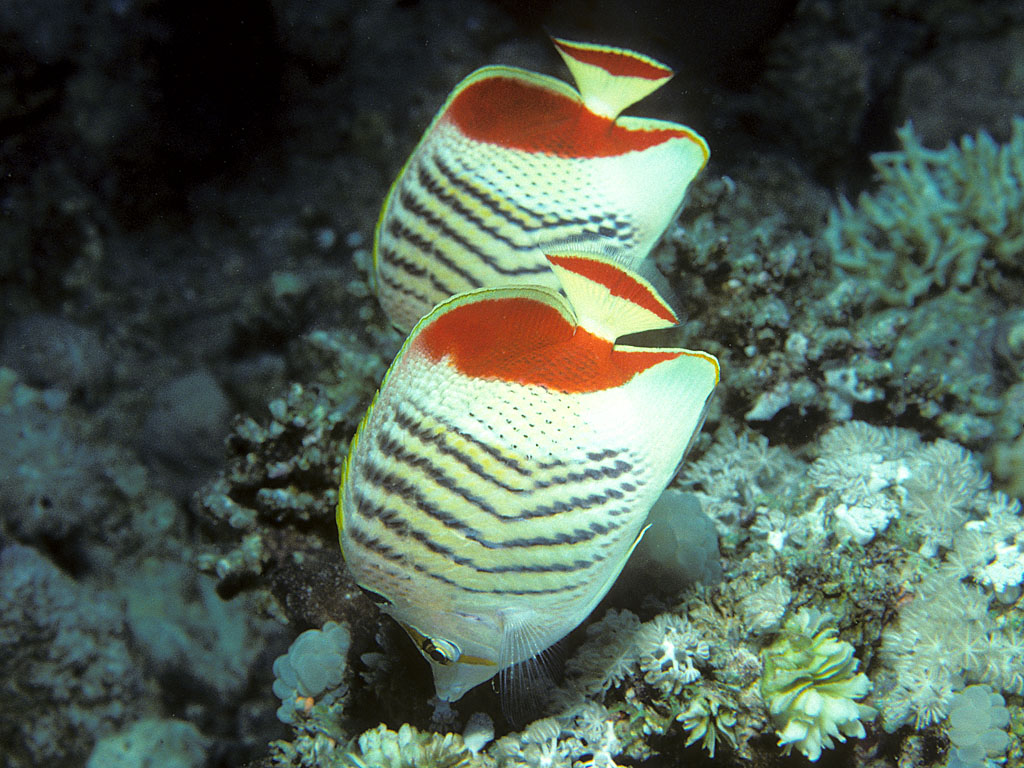
Chaetodon paucifasciatus

Aquesta llista de peixos d'Israel inclou 674 espècies de peixos que es poden trobar actualment a Israel ordenades per l'ordre alfabètic de llur nom científic.

## A
- Abalistes stellaris
- Abudefduf vaigiensis[1]
- Acanthobrama hulensis
- Acanthobrama lissneri
- Acanthobrama telavivensis
- Acanthobrama terraesanctae[2][3][4]
- Acanthocybium solandri
- Acanthopagrus bifasciatus
- Acanthurus sohal
- Acipenser sturio
- Aethaloperca rogaa
- Alectis alexandrina
- Alectis ciliaris
- Alepes djedaba[5]
- Alopias pelagicus
- Alopias vulpinus
- Alosa fallax
- Amblyeleotris japonica
- Amblyeleotris neglecta
- Amblyeleotris sungami
- Amblygaster sirm
- Amblyglyphidodon flavilatus[6]
- Amblyglyphidodon leucogaster
- Amphiprion bicinctus
- Anampses lineatus
- Anguilla anguilla
- Antennarius commerson
- Antennatus nummifer
- Anthias anthias
- Aphanius dispar dispar
- Aphanius dispar richardsoni
- Aphanius fasciatus
- Aphanius mento
- Aphia minuta
- Apistus carinatus
- Apogon erythrosoma
- Apogon imberbis
- Apogonichthyoides pharaonis
- Apogonichthyoides pseudotaeniatus
- Apogonichthyoides taeniatus
- Apogonichthyoides timorensis
- Apolemichthys xanthotis
- Argentina sphyraena
- Argyrops spinifer
- Argyrosomus regius
- Ariomma brevimanum
- Ariosoma balearicum
- Arius parkii
- Arnoglossus kessleri
- Arnoglossus laterna
- Arnoglossus thori
- Astatotilapia flaviijosephi
- Astronesthes martensii
- Atherina boyeri
- Atherinomorus forskalii
- Atrobucca geniae[7]
- Atule mate
- Aulopus filamentosus
- Aulotrachichthys sajademalensis
- Auxis rochei
- Auxis thazard

## B
- Barbus longiceps[8]
- Barchatus cirrhosus
- Bathygobius cyclopterus
- Belone svetovidovi
- Benthosema pterotum
- Blennius ocellaris
- Bodianus leucosticticus
- Boops boops[5]
- Bothus pantherinus
- Bothus podas
- Brachirus orientalis
- Branchiostegus sawakinensis
- Bregmaceros arabicus
- Bregmaceros atlanticus
- Brotula multibarbata
- Buglossidium luteum

## C
- Caesio caerulaurea
- Caesio lunaris
- Caesio striata
- Caesio suevica
- Caesio varilineata
- Callanthias ruber
- Callionymus bentuviai
- Callionymus filamentosus
- Callionymus gardineri
- Callionymus maculatus
- Callionymus pusillus
- Callionymus risso
- Calotomus viridescens
- Canthigaster cyanospilota
- Canthigaster pygmaea
- Capoeta damascina
- Capros aper
- Carangoides armatus
- Carangoides bajad
- Carangoides coeruleopinnatus
- Carangoides equula
- Carangoides ferdau
- Carangoides fulvoguttatus
- Carangoides gymnostethus
- Caranx crysos
- Caranx ignobilis
- Caranx melampygus
- Caranx rhonchus
- Caranx sexfasciatus
- Carapus acus
- Carasobarbus canis
- Carassius carassius
- Carcharhinus albimarginatus
- Carcharhinus altimus
- Carcharhinus amblyrhynchos
- Carcharhinus brevipinna
- Carcharhinus falciformis
- Carcharhinus limbatus
- Carcharhinus longimanus
- Carcharhinus melanopterus
- Carcharhinus obscurus
- Carcharhinus plumbeus
- Carcharhinus sorrah
- Carcharias taurus
- Carcharodon carcharias
- Cataetyx laticeps
- Centracanthus cirrus
- Centrophorus granulosus
- Cephalopholis argus
- Cephalopholis hemistiktos
- Cephalopholis miniata
- Cephalopholis oligosticta
- Cephalopholis taeniops
- Cepola macrophthalma
- Ceratoscopelus maderensis
- Chaetodon auriga
- Chaetodon austriacus
- Chaetodon fasciatus
- Chaetodon larvatus
- Chaetodon melannotus
- Chaetodon paucifasciatus
- Chaetodon semilarvatus
- Chaetodon trifascialis
- Champsodon omanensis
- Cheilinus abudjubbe
- Cheilinus trilobatus
- Cheilodipterus lachneri
- Chelidonichthys cuculus
- Chelidonichthys obscurus
- Chelon labrosus
- Chirocentrus dorab
- Chirocentrus nudus
- Chlorophthalmus agassizi
- Chlorurus genazonatus
- Chlorurus gibbus
- Choerodon robustus
- Chromis chromis
- Chromis dimidiata
- Chromis pelloura
- Chromis pembae
- Chromis trialpha[6]
- Chromis viridis
- Cirrhilabrus blatteus[9]
- Cirrhitichthys oxycephalus
- Cirripectes castaneus
- Clarias gariepinus[10]
- Cociella crocodilus
- Cocotropus steinitzi
- Conger conger
- Coris aygula
- Coris caudimacula
- Coris julis
- Coryphaena equiselis
- Crenidens crenidens
- Ctenogobiops maculosus
- Ctenolabrus rupestris
- Ctenopharyngodon idella[11]
- Cyclichthys spilostylus
- Cyclothone braueri
- Cyclothone pygmaea
- Cynoglossus sinusarabici
- Cyprinus carpio[11]

## D
- Dalophis imberbis
- Dasyatis centroura
- Dasyatis chrysonota[12]
- Dasyatis marmorata
- Dasyatis pastinaca
- Dasyatis tortonesei
- Decapterus russelli
- Deltentosteus collonianus
- Dentex dentex
- Dentex gibbosus
- Dentex macrophthalmus
- Dentex maroccanus
- Diaphus coeruleus
- Diaphus holti
- Diaphus rafinesquii
- Dicentrarchus labrax[13]
- Dicentrarchus punctatus
- Didogobius bentuvii
- Diodon hystrix
- Diplodus annularis
- Diplodus cervinus
- Diplodus noct
- Diplodus puntazzo
- Diplodus vulgaris[5]
- Diplogrammus randalli
- Dipturus oxyrinchus
- Dussumieria elopsoides

## E
- Echelus myrus
- Echidna polyzona
- Echiichthys vipera
- Ecsenius dentex
- Ecsenius frontalis
- Elagatis bipinnulata
- Electrona risso
- Enchelycore anatina[14]
- Encrasicholina heteroloba
- Encrasicholina punctifer
- Engraulis encrasicolus
- Engyprosopon hureaui
- Epinephelus aeneus[13]
- Epinephelus areolatus
- Epinephelus caninus
- Epinephelus chlorostigma
- Epinephelus coioides
- Epinephelus costae
- Epinephelus epistictus
- Epinephelus fasciatus
- Epinephelus fuscoguttatus
- Epinephelus malabaricus
- Epinephelus marginatus
- Epinephelus morrhua
- Epinephelus polyphekadion
- Epinephelus radiatus
- Epinephelus summana
- Epinephelus tauvina[15]
- Epinephelus tukula
- Equulites klunzingeri
- Etrumeus golanii
- Etrumeus sadina
- Eurypegasus draconis
- Euthynnus alletteratus
- Eutrigla gurnardus
- Evermannella balbo
- Exallias brevis

## F
- Fistularia commersonii
- Fistularia petimba
- Fowleria vaiulae
- Fowleria variegata
- Fusigobius neophytus

## G
- Gadella maraldi
- Galeocerdo cuvier
- Galeorhinus galeus
- Galeus melastomus
- Gambusia affinis[11]
- Garra ghorensis
- Garra rufa
- Genicanthus caudovittatus
- Gnatholepis caudimaculata
- Gnathophis mystax
- Gobius bucchichi
- Gobius cobitis
- Gobius fallax
- Gobius niger
- Gobius paganellus
- Gonichthys cocco
- Gouania willdenowi
- Gymnapogon melanogaster
- Gymnocaesio gymnoptera
- Gymnothorax baranesi
- Gymnothorax buroensis
- Gymnothorax elegans
- Gymnothorax johnsoni
- Gymnothorax nudivomer
- Gymnothorax pindae
- Gymnothorax punctatus
- Gymnothorax reticularis
- Gymnothorax unicolor
- Gymnura altavela

## H
- Halicampus macrorhynchus
- Halichoeres marginatus
- Haliophis guttatus
- Hazeus elati
- Helicolenus dactylopterus
- Hemigrammocapoeta nana
- Hemipristis elongata
- Hemiramphus far
- Hemiramphus marginatus
- Heniochus intermedius
- Heptranchias perlo
- Herklotsichthys punctatus
- Herklotsichthys quadrimaculatus
- Heteronarce bentuviai[16]
- Hexanchus griseus
- Himantura uarnak
- Hippocampus fuscus
- Hippocampus guttulatus
- Hippocampus hippocampus
- Hippocampus jayakari
- Hipposcarus harid
- Hirundichthys rondeletii
- Histiopterus typus
- Hoplostethus mediterraneus
- Hygophum benoiti
- Hygophum hygomii
- Hymenocephalus italicus
- Hypleurochilus bananensis
- Hypoatherina golanii
- Hypophthalmichthys nobilis[11]
- Hyporhamphus picarti
- Hyporthodus haifensis[17]

## I
- Iago omanensis
- Iniistius pavo
- Istiblennius edentulus
- Istiblennius lineatus
- Istiblennius rivulatus
- Istiblennius unicolor
- Istigobius decoratus
- Istiophorus albicans
- Isurus oxyrinchus

## J
- Jaydia smithi

## K
- Kuhlia mugil

## L
- Labeotropheus fuelleborni
- Labroides dimidiatus
- Labrus merula
- Lagocephalus sceleratus
- Lagocephalus spadiceus
- Lagocephalus suezensis
- Lamna nasus
- Lampanyctus crocodilus
- Lampanyctus pusillus
- Lepidotrigla bispinosa
- Lepidotrigla spiloptera
- Leptoscarus vaigiensis
- Lestidiops jayakari
- Lestrolepis luetkeni
- Lethrinus borbonicus
- Lethrinus harak
- Lethrinus lentjan
- Lethrinus mahsena
- Lethrinus microdon
- Lethrinus nebulosus
- Lethrinus obsoletus
- Lethrinus olivaceus
- Lethrinus variegatus
- Lethrinus xanthochilus
- Lichia amia
- Limnichthys marisrubri
- Lithognathus mormyrus
- Liza aurata
- Liza carinata
- Liza ramada
- Liza saliens
- Lobianchia dofleini
- Lobotes surinamensis
- Lophius budegassa
- Lophius piscatorius
- Loxodon macrorhinus
- Lutjanus argentimaculatus

## M
- Macropharyngodon marisrubri
- Maylandia lombardoi
- Melanochromis auratus
- Merluccius merluccius
- Minous monodactylus
- Mobula mobular
- Molva macrophthalma
- Monocentris japonica
- Monotaxis grandoculis
- Mugil cephalus[13]
- Mullus barbatus barbatus[18]
- Mullus surmuletus[5]
- Muraena helena
- Muraenesox cinereus
- Mustelus asterias
- Mustelus mosis
- Mustelus mustelus
- Mycteroperca fusca
- Mycteroperca rubra
- Myctophum punctatum
- Myliobatis aquila
- Myripristis murdjan

## N
- Naucrates ductor
- Nebrius ferrugineus
- Negaprion acutidens
- Nemipterus bipunctatus
- Nemipterus japonicus
- Nemipterus peronii
- Nemipterus randalli
- Nemipterus zysron
- Neopomacentrus miryae
- Nerophis ophidion

## O
- Oblada melanura
- Odontaspis ferox
- Odontesthes bonariensis[11]
- Oedalechilus labeo
- Oncorhynchus kisutch
- Oncorhynchus mykiss
- Ophichthus echeloides
- Ophichthus rufus
- Ophidion barbatum
- Orcynopsis unicolor
- Oreochromis aureus[11][19]
- Oreochromis macrochir
- Oreochromis niloticus[11]
- Ostichthys acanthorhinus
- Ostorhinchus apogonoides
- Ostorhinchus aureus
- Ostorhinchus cookii
- Ostorhinchus cyanosoma
- Ostorhinchus fasciatus
- Ostorhinchus nigrofasciatus
- Ostorhinchus pselion
- Oxycheilinus arenatus
- Oxynoemacheilus angorae
- Oxynoemacheilus galilaeus
- Oxynoemacheilus leontinae
- Oxynoemacheilus panthera
- Oxynoemacheilus tigris
- Oxynotus centrina
- Oxyurichthys petersii

## P
- Pagellus acarne
- Pagellus bellottii[20]
- Pagellus erythrinus
- Pagrus auriga
- Pagrus caeruleostictus
- Pagrus pagrus
- Panturichthys fowleri
- Papilloculiceps longiceps
- Parablennius cyclops
- Parablennius gattorugine
- Parablennius sanguinolentus
- Parablennius zvonimiri
- Paracaesio sordida
- Parapercis hexophtalma
- Parapercis somaliensis
- Parascolopsis baranesi
- Parascolopsis eriomma
- Parascolopsis townsendi
- Parexocoetus mento
- Parophidion vassali
- Parupeneus cyclostomus
- Parupeneus forsskali[21]
- Parupeneus heptacanthus
- Parupeneus macronemus
- Parupeneus rubescens
- Pelates quadrilineatus[5]
- Pempheris adusta
- Pempheris mangula
- Pempheris tominagai
- Pervagor randalli
- Petroscirtes ancylodon[22]
- Petroscirtes mitratus
- Photoblepharon steinitzi
- Phycis blennoides
- Physiculus marisrubri
- Platax teira
- Platichthys flesus
- Platybelone argalus platyura
- Platycephalus indicus
- Plectropomus areolatus
- Plectropomus pessuliferus
- Plesiops mystaxus
- Pleurosicya prognatha
- Pleurosicya sinaia[23]
- Plotosus lineatus
- Poecilia velifera
- Polyprion americanus
- Polysteganus coeruleopunctatus
- Pomacanthus asfur
- Pomacanthus imperator
- Pomacanthus maculosus
- Pomacentrus aquilus[6]
- Pomacentrus trichrourus
- Pomadasys stridens
- Pomatoschistus marmoratus
- Priacanthus sagittarius
- Priolepis goldshmidtae
- Priolepis semidoliata
- Prionace glauca
- Pristiapogon exostigma
- Pristiapogon fraenatus
- Pristigenys refulgens
- Pristis pectinata
- Pseudaphya ferreri
- Pseudocaranx dentex
- Pseudocheilinus evanidus
- Pseudogramma megamyctera
- Pseudophoxinus drusensis
- Pseudophoxinus kervillei
- Pseudorhombus elevatus
- Pteragogus pelycus
- Pteragogus trispilus
- Ptereleotris arabica
- Pterocaesio chrysozona
- Pterois miles
- Pteromylaeus bovinus
- Pterygotrigla spirai[24]

## R
- Rachycentron canadum
- Raja asterias
- Raja clavata
- Raja miraletus
- Raja radula
- Raja undulata
- Ranzania laevis
- Rastrelliger kanagurta
- Rhabdosargus haffara
- Rhincodon typus
- Rhinobatos cemiculus
- Rhinobatos punctifer
- Rhinobatos rhinobatos
- Rhinoptera marginata
- Rhizoprionodon acutus
- Rhynchobatus djiddensis
- Rhynchoconger trewavasae

## S
- Salaria fluviatilis
- Salaria pavo
- Sarda sarda
- Sardina pilchardus
- Sardinella albella
- Sardinella aurita[25]
- Sardinella maderensis[5]
- Sargocentron caudimaculatum
- Sargocentron diadema
- Sargocentron praslin
- Sargocentron rubrum[26]
- Sarotherodon galilaeus[27]
- Sarpa salpa[5][28]
- Saurida golanii
- Saurida tumbil
- Scarus ghobban
- Scarus niger
- Sciaena umbra
- Sciaenops ocellatus[13]
- Scolopsis bimaculata
- Scolopsis ghanam
- Scolopsis taeniata
- Scolopsis vosmeri
- Scomber scombrus
- Scomberomorus commerson
- Scophthalmus rhombus
- Scorpaena elongata
- Scorpaena notata
- Scorpaena porcus
- Scorpaena scrofa
- Scorpaenodes evides
- Scorpaenodes steinitzi
- Scorpaenopsis barbata
- Scorpaenopsis oxycephala
- Scyliorhinus canicula
- Scyliorhinus stellaris
- Selar crumenophthalmus
- Seriola dumerili
- Seriola fasciata
- Serranus cabrilla
- Serranus scriba
- Siganus argenteus
- Siganus luridus[26][29]
- Siganus rivulatus[26][29]
- Silhouettea aegyptia
- Sillago suezensis
- Solea senegalensis[30]
- Soleichthys dori
- Sorsogona prionota
- Sparus aurata
- Sphoeroides pachygaster
- Sphyraena chrysotaenia
- Sphyraena flavicauda
- Sphyraena obtusata
- Sphyrna lewini
- Sphyrna mokarran
- Sphyrna zygaena
- Spicara maena
- Spondyliosoma cantharus
- Spratelloides delicatulus
- Spratelloides gracilis
- Sprattus sprattus
- Squalus acanthias
- Squalus blainville
- Squatina oculata
- Squatina squatina
- Stegostoma fasciatum
- Stephanolepis diaspros
- Stolephorus indicus
- Stolephorus insularis
- Stomias affinis
- Stromateus fiatola
- Sudis hyalina
- Symbolophorus veranyi
- Symphodus cinereus
- Symphodus doderleini
- Symphodus mediterraneus
- Symphodus melanocercus
- Symphodus melops
- Symphodus ocellatus
- Symphodus roissali
- Symphodus rostratus
- Symphodus tinca
- Synagrops philippinensis
- Synanceia verrucosa
- Synchiropus phaeton
- Syngnathus abaster
- Syngnathus acus
- Syngnathus phlegon
- Syngnathus typhle
- Synodus doaki
- Synodus hoshinonis
- Synodus saurus
- Synodus variegatus

## T
- Taeniamia fucata
- Taeniura grabata
- Taractichthys steindachneri
- Teixeirichthys jordani
- Terapon jarbua
- Tetrapturus belone
- Tetrosomus gibbosus
- Thamnaconus modestoides
- Thryssa baelama
- Thunnus alalunga
- Thunnus thynnus
- Thyrsitoides marleyi
- Tilapia zillii[31]
- Tinca tinca[32]
- Torpedo marmorata
- Torpedo nobiliana
- Torpedo sinuspersici
- Torpedo torpedo
- Torquigener flavimaculosus[33]
- Trachinotus blochii
- Trachinotus ovatus
- Trachinus draco
- Trachurus indicus
- Trachurus mediterraneus
- Trachurus trachurus
- Trachyrincus scabrus
- Triaenodon obesus
- Trichiurus auriga
- Trichiurus lepturus
- Trichonotus nikii
- Tridentiger trigonocephalus
- Trigloporus lastoviza
- Trimma barralli
- Trimma filamentosum
- Tripterygion melanurum
- Tripterygion tripteronotum
- Tristramella sacra
- Tristramella simonis intermedia[11]
- Tristramella simonis simonis
- Tropheops tropheops
- Trypauchen vagina
- Tylerius spinosissimus
- Tylosurus acus acus
- Tylosurus acus imperialis
- Tylosurus choram

## U
- Umbrina cirrosa
- Upeneus asymmetricus
- Upeneus davidaromi[34]
- Upeneus moluccensis
- Upeneus pori
- Uranoscopus marisrubri
- Uraspis helvola
- Uraspis uraspis
- Uropterygius golanii

## V
- Valenciennea puellaris
- Vanderhorstia opercularis
- Vinciguerria attenuata
- Vinciguerria mabahiss
- Vinciguerria poweriae

## X
- Xestochilus nebulosus
- Xiphias gladius
- Xiphophorus hellerii

## Z
- Zebrasoma desjardinii
- Zebrasoma xanthurum
- Zebrias quagga
- Zeus faber
- Zu cristatus[35]